# Nikola Tesla
Nikola Tesla (in serbo Никола Тесла?; Smiljan, 10 luglio 1856 – New York, 7 gennaio 1943) è stato un inventore, fisico e ingegnere elettrotecnico, naturalizzato statunitense nel 1891, ma nato da una famiglia serba nel territorio dell'attuale Croazia, allora facente parte dell'Impero austriaco.

Firma di Nikola Tesla

Contribuì allo sviluppo di diversi settori delle scienze applicate, in particolare nell'ambito dell'elettromagnetismo, di cui fu un eminente pioniere, tra la fine dell'Ottocento e gli inizi del Novecento. I suoi brevetti e il suo lavoro teorico formano, in particolare, la base del sistema elettrico a corrente alternata, della distribuzione elettrica polifase e dei motori elettrici a corrente alternata, con i quali ha contribuito alla nascita della seconda rivoluzione industriale. A riconoscimento dei suoi contributi fu intitolata a suo nome, durante la Conférence générale des poids et mesures del 1960, l'unità di misura dell'induzione magnetica nel Sistema internazionale di unità di misura.
Negli Stati Uniti d'America fu tra gli scienziati e inventori più famosi, anche nella cultura di massa; dopo la sua dimostrazione di comunicazione senza fili (radio) nel 1893, e dopo essere stato il vincitore della cosiddetta "guerra delle correnti" insieme a George Westinghouse contro Thomas Alva Edison, fu riconosciuto come uno dei più grandi ingegneri elettrici statunitensi; molti dei suoi primi studi si rivelarono anticipatori della moderna ingegneria elettrica e diverse sue invenzioni rappresentarono importanti innovazioni tecnologiche.
Fu nominato vicepresidente dell'American Institute of Electrical Engineers (di cui era presidente Alexander Graham Bell) e venne insignito della settima Medaglia Edison nel 1917 dalla stessa AIEE, massimo riconoscimento assegnatogli in vita; in un articolo pubblicato sul The New York Times, Tesla ed Edison furono erroneamente annunciati quali vincitori alla pari del premio Nobel per la fisica 1915, ma in realtà non si aggiudicarono mai il premio.
Depositò nell'arco della sua carriera tra il 1886 e il 1928, un totale di 280 brevetti in 26 Paesi, di cui 104 negli USA. Non mancarono contestazioni riguardo alla paternità di alcune di queste invenzioni: la scoperta del campo magnetico rotante fu descritta in una nota presentata il 18 marzo 1888 all'Accademia reale svedese delle scienze dallo scienziato italiano Galileo Ferraris, ma Tesla rivendicò la priorità di tale scoperta, che finì nelle aule giudiziarie, dove si stabilì che la paternità dell'invenzione spettava allo scienziato italiano. Nel 1943, pochi mesi dopo la sua morte, una sentenza della Corte suprema degli Stati Uniti d'America attribuì a Tesla la paternità di alcuni brevetti usati per la trasmissione di informazioni via etere, tramite onde radio, precedentemente attribuiti a Guglielmo Marconi.
Negli ultimi anni della sua vita Tesla intervenne spesso su quotidiani e periodici, come il The New York Times e l'Electrical Experimenter, riguardo alle sue visionarie opinioni sulla tecnologia o in relazione alla guerra in corso in Europa. Morì nel 1943 nell'hotel dove viveva; al suo funerale a New York erano presenti oltre duemila persone, tra cui diversi premi Nobel.
Molti dei suoi risultati sono stati usati, spesso polemicamente, per appoggiare diverse pseudoscienze, teorie sugli UFO e occultismo New Age. Ciò è dovuto al fatto che Tesla lasciò scarsa documentazione sui risultati ottenuti, e anche questa spesso sotto forma di appunti, non di lavori organizzati e comprensibili a tutti; pertanto è stato relativamente facile attribuirgli le idee più strampalate, o la paternità di invenzioni mirabolanti non accettate dalla comunità scientifica.

## Biografia

### Primi anni

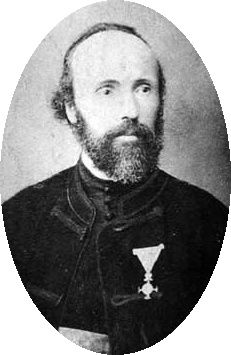
Il padre Milutin Tesla, prete ortodosso

Nacque la notte del 10 luglio 1856 come suddito dell'Impero austriaco a Smiljan, vicino a Gospić, nella regione della Licca-Corbavia, parte della frontiera militare croata del Regno di Croazia e Slavonia. Il padre, Milutin Tesla, nato nel 1819, era un ministro del culto della Chiesa ortodossa serba e ricordava a memoria passi della Bibbia e poemi epici serbi. La madre, Georgina-Đuka Mandić, nata nel 1822, figlia di un prete ortodosso, pure se analfabeta, aveva talento nell'inventare oggetti d'uso casalingo. Nikola ebbe un fratello, che morì a 12 anni cadendo da cavallo, e tre sorelle.

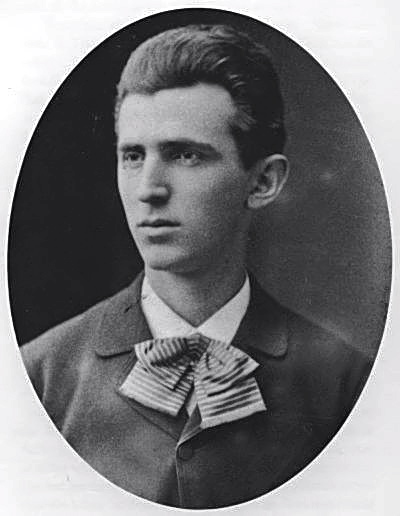
Tesla a 23 anni nel 1879

Andò a scuola a Karlovac, quindi studiò ingegneria elettrica all'Università tecnica di Graz (Austria), a quel tempo considerata uno degli istituti migliori al mondo. Durante gli studi si interessò agli impieghi della corrente alternata. Frequentò solo fino al primo semestre del terzo anno, non raggiungendo quindi il conseguimento della laurea. Poi, per un'estate, seguì i corsi dell'Università di Praga, studiando fisica e matematica avanzata. Si dedicò alla lettura di molti lavori, imparando a memoria interi libri grazie alla sua memoria prodigiosa e leggendo l'intera opera di Voltaire (circa 100 volumi). Tesla affermò nella sua autobiografia di avere avuto numerosi momenti di ispirazione.
Nei primi anni di vita fu spesso malato: gli apparivano lampi luminosi accecanti, spesso accompagnati da allucinazioni. Molte di queste visioni erano connesse a parole o idee. Tali sintomi oggi segnalerebbero una forma di sinestesia.
Nikola Tesla era alto 188 cm e di corporatura assai magra (sembra che il suo peso tra il 1888 e il 1926 sia rimasto attorno ai 64 kg).

### Ungheria e Francia

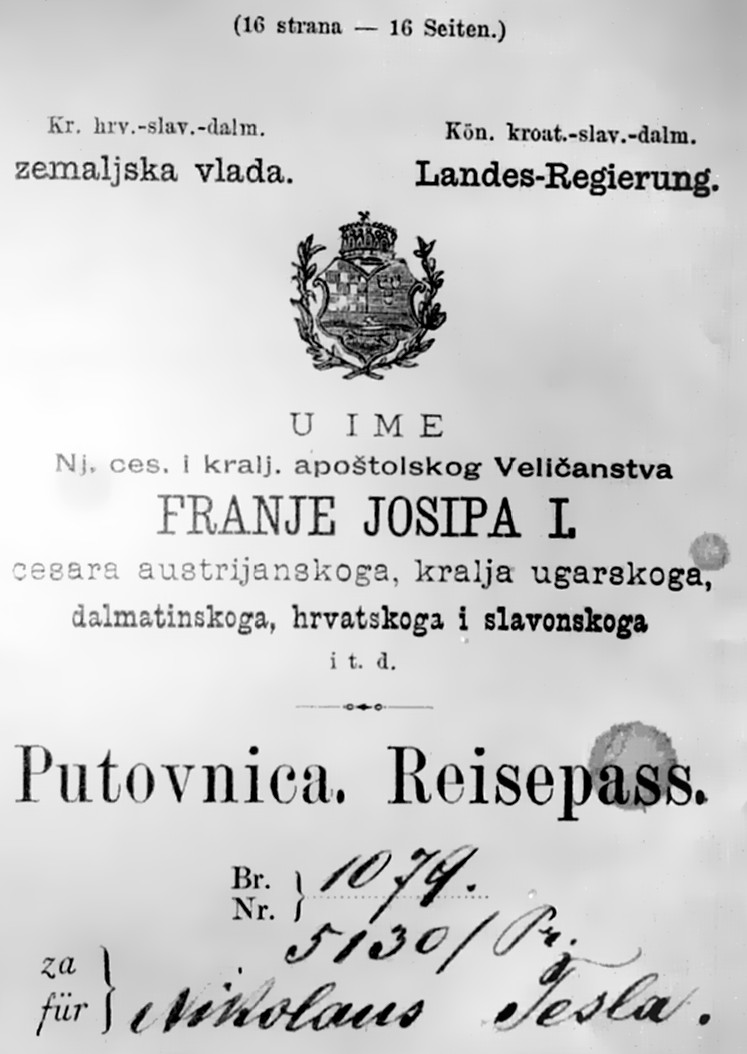
Il passaporto di Nikola Tesla nel 1883, quando era cittadino dell'Impero austro-ungarico, emesso dal Regno di Croazia e Slavonia

Nel 1881 si spostò a Budapest per lavorare in una compagnia dei telegrafi. Tesla ne divenne il responsabile elettrico e in seguito lavorò come ingegnere per il primo sistema telefonico ungherese. In quegli anni realizzò anche un dispositivo che, secondo alcuni, era un ripetitore o amplificatore telefonico (anche se è molto improbabile che si trattasse di un amplificatore, dal momento che la valvola termoionica, componente indispensabile, non fu inventata prima del 1904), o secondo altri invece potrebbe essere stato il primo altoparlante. Si trasferì quindi a Maribor, in Slovenia, dove lavorò come aiuto-ingegnere. In quel periodo soffrì di esaurimento nervoso.
Nel 1882 giunse a Parigi per lavorare come ingegnere alla Continental Edison Company, progettando migliorie agli apparati elettrici. Tesla affermò, nella sua autobiografia del 1915, di aver concepito in quell'anno l'idea del motore a induzione, cominciando a sviluppare diversi dispositivi capaci di utilizzare il campo magnetico rotante, per i quali ottenne brevetti nel 1888.

### Stati Uniti d'America

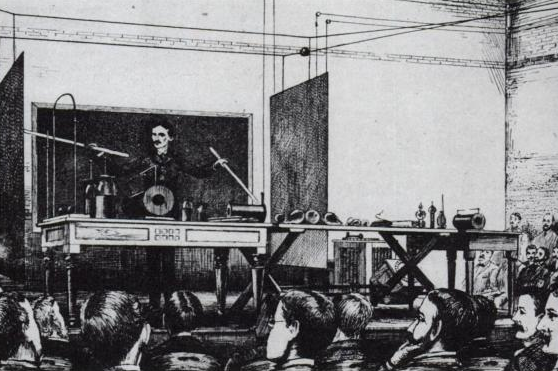
Una dimostrazione di Tesla

Nel 1884, al suo arrivo negli Stati Uniti d'America, Tesla aveva in mano poco altro che una lettera credenziale di Charles Batchelor, suo superiore nella precedente attività lavorativa. In questa lettera, indirizzata a Thomas Alva Edison, Batchelor scriveva: "Conosco due grandi uomini: uno siete voi, l'altro è questo giovane". Edison assunse Tesla nella sua azienda Edison Machine Works. I compiti di Tesla all'interno dell'azienda furono dapprima semplici, ma ben presto si occupò anche di problemi più complessi; gli fu quindi proposto di riprogettare l'esistente generatore di corrente continua.
Nel 1886 Tesla scrisse che Edison gli aveva offerto, per quel compito, l'esorbitante premio di cinquantamila dollari (equivalenti a circa 1 milione di dollari attuali). Tesla disse di aver lavorato quasi un anno per riprogettare il motore e il generatore. Il suo lavoro fruttò all'azienda di Edison diversi brevetti estremamente redditizi. Quando chiese la riscossione del premio promesso, secondo Tesla, Edison rispose: "Tesla, lei non afferra il senso dell'umorismo americano", e non mantenne la promessa. Tesla si licenziò quando, invece dei 50 000$, gli fu offerto un aumento di stipendio, da 10 dollari a settimana a 18 dollari.
Ironia della sorte, per un certo tempo dovette lavorare come scavatore di fossi, sempre per l'azienda di Edison. Questi, tra l'altro, non volle mai studiare i progetti di Tesla riguardanti la corrente alternata polifase, convinto che il futuro fosse la corrente continua. Tesla continuò a concentrarsi sulla corrente alternata.
Nel 1892 Tesla accorse al capezzale della madre morente, arrivando poche ore prima che ella spirasse. Le sue ultime parole furono: "Sei arrivato, Nidžo, mio orgoglio".

### Gli anni centrali
- Vari apparecchi che usano campi magnetici rotanti (1882)
- Il motore a induzione, trasformatori rotanti, e alternatori ad "alta" frequenza
- La bobina di Tesla,[17] il trasmettitore d'amplificazione, e altri mezzi per incrementare l'intensità di oscillazioni elettriche (incluso trasformazioni di scarica di condensatori e oscillatori di Tesla[18][19])
- Sistema di trasmissione di corrente alternata elettrica per lunghe distanze[20] (1888) e altri metodi e strumenti per trasmissione di potenza
- Sistemi per comunicazioni senza fili (prior art per l'invenzione della radio) e oscillatori a radio frequenza[21]
- La prima implementazione della porta logica "AND"[22]
- Correnti di Tesla per elettroterapia[23][24][25]
- Trasferimento di elettricità senza fili e l'effetto Tesla[26][27]
- Il fenomeno dell'impedenza Tesla[28]
- Il campo elettrostatico Tesla
- Principio di Tesla
- Bobina bifilare
- Telegeodinamica
- Isolazione di Tesla
- Impulsi di Tesla[29]
- Frequenze di Tesla[17]
- Scarica di Tesla[17]
- Forma di commutatori e metodi di regolazione di terze spazzole
- Turbine di Tesla (p.e., turbine senza pale) per acqua, vapore e gas e pompe di Tesla
- Iniettore di Tesla
- Compressore di Tesla
- Tubi a raggi X che usano il processo bremsstrahlung
- Apparecchi per gas ionizzati e "Caldi Fuochi di S. Elmo".[30]
- Strumenti per emissioni di grandi campi
- Apparecchiature per raggi di particelle cariche
- Strumenti per raggi ‘fantasma’[31]
- Sistemi di luce ad arco
- Metodi per procurare livelli di resistenza estremamente bassi al passaggio di corrente elettrica
- Circuiti per la moltiplicazione di tensione
- Apparecchi per scariche ad alta tensione
- Strumenti per la protezione dalla luce
- Aeromobili a decollo verticale VTOL
- Teoria dinamica della gravità
- Concetti per veicoli elettrici
- Sistemi polifase

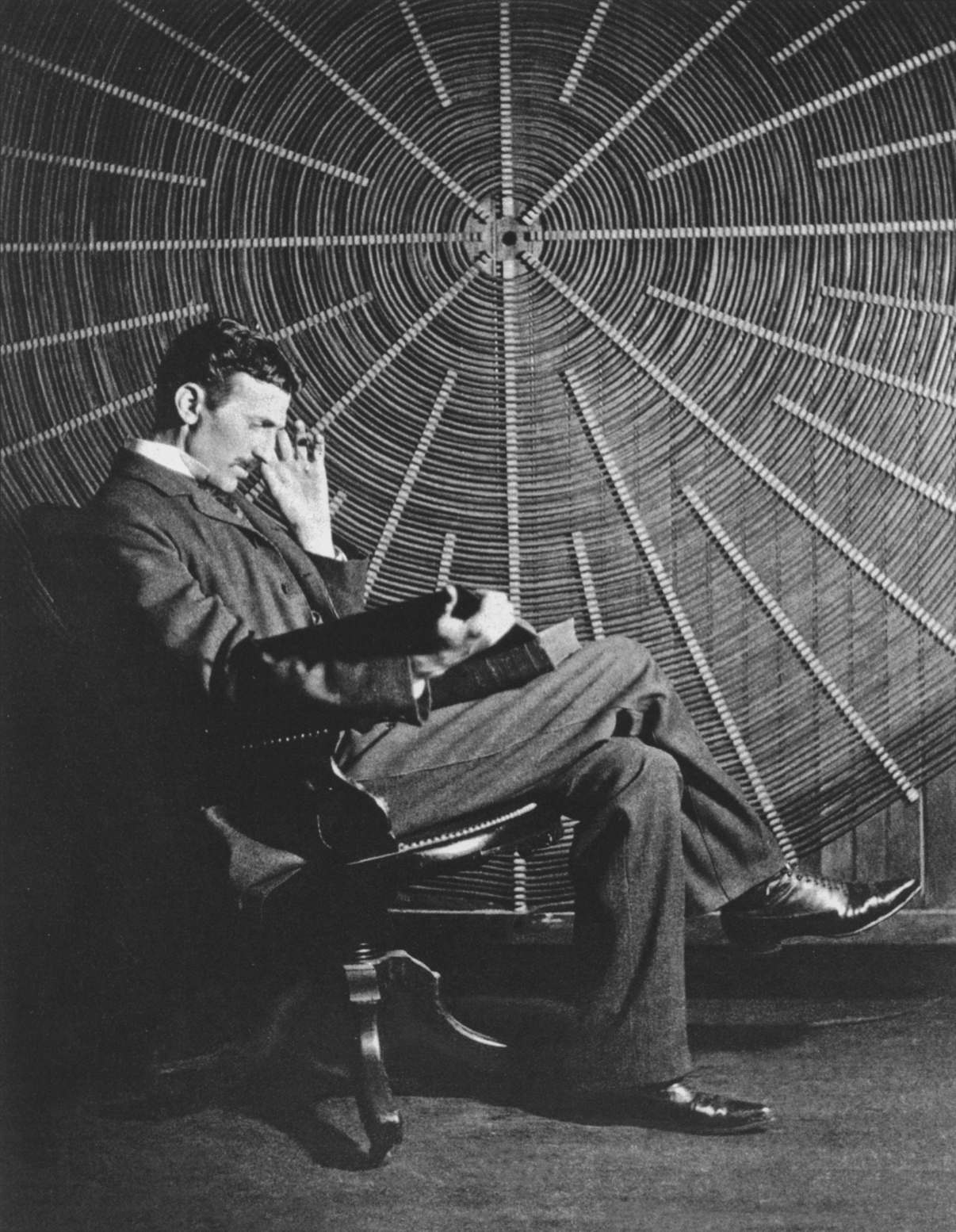
Tesla nel laboratorio di East Houston Street a New York

Nel 1886 Tesla fondò una propria società, la Tesla Electric Light & Manufacturing. I primi finanziatori non erano d'accordo con Tesla sui suoi progetti per il motore a corrente alternata e alla fine gli tolsero il controllo della società. Tesla lavorò quindi a New York come operaio generico dal 1886 al 1887 per guadagnarsi da vivere. Nel 1887 costruì il primo motore a induzione a corrente alternata senza attrito, di cui fece dimostrazione presso l'American Institute of Electrical Engineers (attualmente parte dell'IEEE) nel 1888, di cui divenne vice presidente e che, dopo la sua morte, intitolò a Tesla un premio. Nello stesso anno sviluppò i principi della bobina che porta il suo nome e incominciò a lavorare come consulente con George Westinghouse (che lo conobbe proprio a quella dimostrazione) nei laboratori di Pittsburgh della Westinghouse Electric & Manufacturing Company. Westinghouse ascoltò le sue idee per i sistemi polifase che avrebbero permesso la trasmissione di elettricità a corrente alternata lungo grandi distanze.
Nell'aprile del 1887 Tesla incominciò a investigare su quelli che in seguito sarebbero stati chiamati raggi X, utilizzando i suoi tubi a vuoto a singolo nodo (analoghi al suo brevetto n. 514170). Questo dispositivo differiva dai primi altri tubi a raggi X per il fatto che non aveva elettrodo bersaglio. Il termine moderno per il fenomeno prodotto attraverso questo apparecchio è bremsstrahlung (o radiazione di frenamento). Sappiamo che questo dispositivo operava emettendo elettroni da un singolo elettrodo attraverso una combinazione di emissione di campo ed emissione termoionica. Una volta liberati, gli elettroni sono respinti con forza dall'intenso campo elettrico vicino all'elettrodo durante i picchi a tensione negativa dall'uscita oscillante ad alta tensione della bobina di Tesla, generando raggi X nel momento in cui collidono con l'involucro di vetro. Egli utilizzò anche dei tubi di Geissler. Fin dal 1892 Tesla divenne consapevole di quelli che Wilhelm Röntgen successivamente identificò come effetti dei raggi X.

Tesla commentò i pericoli di lavorare con dispositivi produttori di raggi X a "singolo nodo", attribuendo erroneamente i danni alla pelle all'ozono piuttosto che alla radiazione: 
(Tesla, in Electrical Review, 30 novembre 1895)
Tesla osservò successivamente un assistente gravemente "bruciato" dai raggi X nel suo laboratorio. Eseguì numerosi esperimenti prima della scoperta di Röntgen (compresa la radiografia delle ossa della propria mano; in seguito spedì tali immagini a Röntgen), ma non rese largamente note le sue scoperte; la maggior parte della sua ricerca andò perduta nell'incendio del suo laboratorio avvenuto nel marzo del 1895.
Il 30 luglio 1891, a 35 anni, ottenne la naturalizzazione statunitense. Sempre nel 1891 Tesla creò un laboratorio nella Fifth Avenue a Manhattan, a New York. In seguito Tesla stabilì un altro laboratorio in East Houston Street, sempre a New York. Riuscì ad accendere, a distanza e senza fili, dei tubi a vuoto in entrambi i suoi laboratori, fornendo la prova delle potenzialità della trasmissione senza fili di potenza. Alcuni degli amici più stretti di Tesla erano artisti; tra questi il direttore del Century Magazine, Robert Underwood Johnson, che aveva adattato diverse poesie del poeta serbo Jovan Jovanović Zmaj (che Tesla aveva tradotto). Sempre in quegli anni Tesla era influenzato dalla dottrina filosofica vedica di Swami Vivekananda.

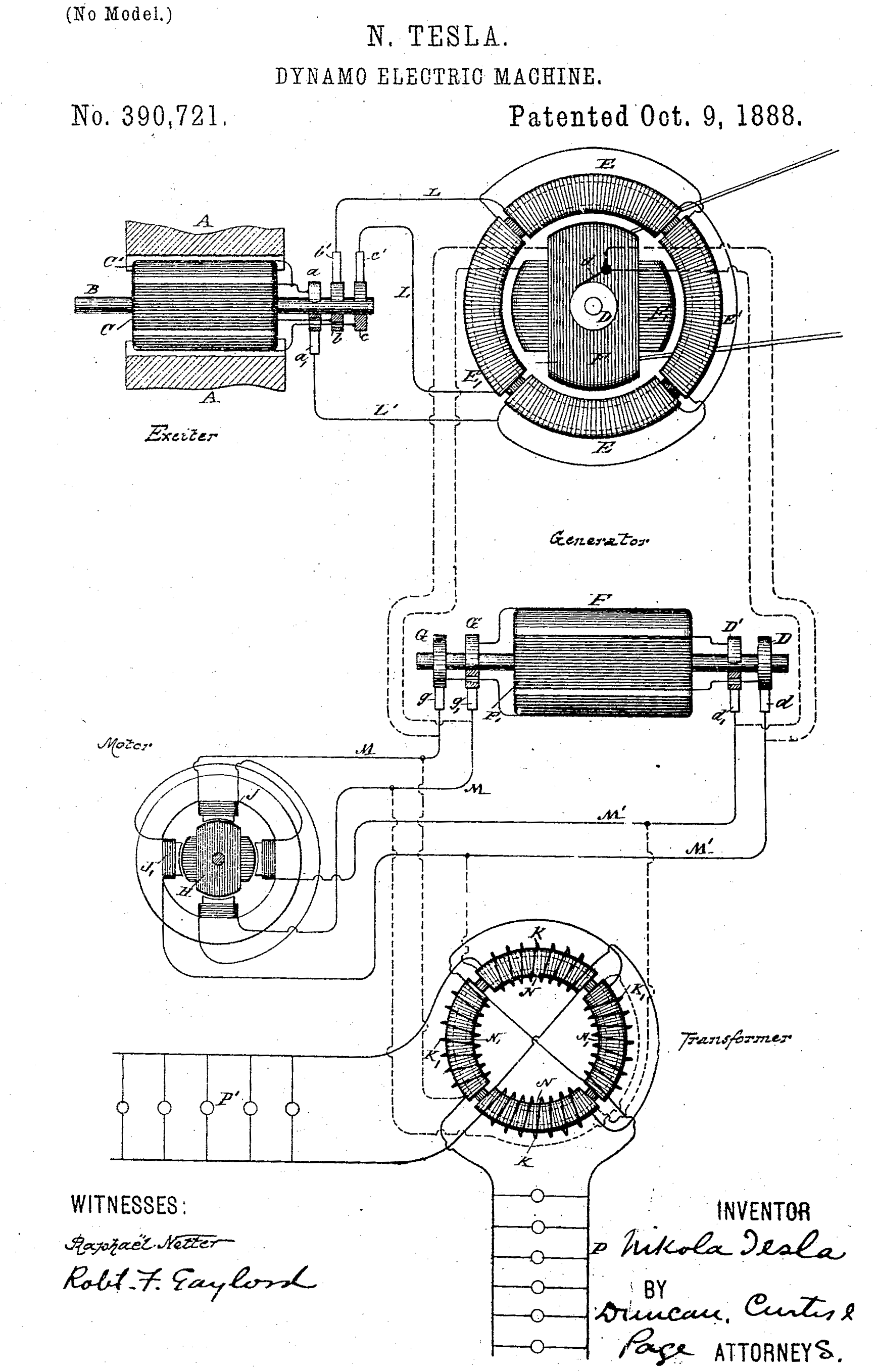
Sistema di generazione di Nikola Tesla che utilizza circuiti a corrente alternata per trasportare energia per lunghe distanze. Contenuto in US390721.

All'età di 36 anni Tesla depositò i primi brevetti riguardanti il sistema energetico polifase, in seguito alle sue ricerche sul sistema e sui principi del campo magnetico rotante. Tesla lavorò come vice presidente dell'American Institute of Electrical Engineers (ora parte dell'Institute of Electrical and Electronics Engineers) dal 1892 al 1894. Dal 1893 al 1895 investigò le correnti alternate ad alta frequenza. Generò una tensione alternata di un milione di volt usando una bobina di Tesla conica e investigò l'effetto pelle nei conduttori, progettò circuiti regolatori, inventò una macchina per indurre il sonno, lampade a scarica di gas senza fili e trasmise energia elettromagnetica senza fili, costruendo con successo il primo trasmettitore radio. A St. Louis, Missouri, Tesla diede una dimostrazione relativa alla comunicazione radio nel 1893. Rivolgendosi al Franklin Institute a Filadelfia, Pennsylvania e alla National Electric Light Association, descrisse e dimostrò in dettaglio i suoi principi. Riguardo alle dimostrazioni di Tesla è stato scritto molto su vari media.
All'Esposizione universale del 1893, la World Columbian Exposition di Chicago, per la prima volta fu dedicato un padiglione all'energia elettrica. Fu un evento storico, dal momento che Tesla e Westinghouse introducevano i visitatori alla potenza della corrente alternata usandola per illuminare l'Esposizione. Furono esposte le lampade luminescenti di Tesla (progenitrici delle lampade neon) e i bulbi a singolo nodo. Inoltre egli spiegò i principi del campo magnetico rotante e del motore a induzione, dimostrando come far stare in equilibrio sulla propria punta un uovo di rame durante la dimostrazione dell'apparecchio da lui costruito, conosciuto come uovo di Colombo.
Alla fine degli anni 1880 Tesla ed Edison divennero avversari, in parte a causa della promozione da parte di Edison della corrente continua (DC) per la distribuzione dell'energia elettrica contro la più efficiente corrente alternata, tanto voluta da Tesla e Westinghouse.
Finché Tesla non inventò il motore a induzione, i vantaggi della corrente alternata per la trasmissione di alte tensioni sulle lunghe distanze furono controbilanciati dall'impossibilità di utilizzare motori con essa. A causa della cosiddetta "guerra delle correnti", Tesla e Westinghouse fecero quasi bancarotta; perciò, nel 1897, Tesla sciolse Westinghouse dal contratto, causandogli la perdita dei diritti d'autore e dei diritti di proprietà industriale sul suo brevetto. Sempre nel 1897, Tesla fece ulteriori ricerche sulle particelle radioattive e sulla radioattività che lo portarono a formulare la teoria di base sui raggi cosmici.
A quarantuno anni Tesla registrò il primo brevetto di base della radio. Un anno dopo presentò all'esercito degli Stati Uniti un'imbarcazione radiocontrollata, credendo che almeno i militari avrebbero apprezzato apparecchiature come siluri radiocomandati. Egli sviluppò la "Art of Telautomatics", una forma di primitiva robotica. In seguito, nel 1898, al Madison Square Garden fece una pubblica dimostrazione con una barca radiocomandata, nell'ambito di una mostra sull'elettricità; utilizzò questa volta apparecchi con un innovativo coesore e una serie di porte logiche. Il comando radio a distanza rimase comunque una novità fino agli anni 1960. Nello stesso anno (1898) Tesla inventò anche una "candela elettrica", detta anche candela di accensione, per i motori a combustione interna a benzina. Egli ottenne il brevetto (EN)  US609250, United States Patent and Trademark Office, Stati Uniti d'America. "Electrical Igniter for Gas Engines" per questo sistema di accensione meccanica. Tesla visse al Gerlach Hotel, rinominato, in seguito, "The Radio Wave Building" al 49W della 27th Street (tra Broadway e la Sixth Avenue), nella bassa Manhattan, dove alla fine del secolo condusse esperimenti sulle onde radio. Per onorare e ricordare il suo lavoro, nel 1977 fu posta sull'edificio una targa commemorativa.

### Colorado Springs

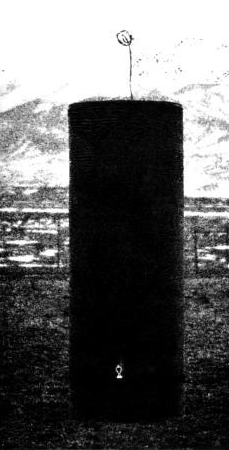
Un esperimento a Colorado Springs dove una bobina collegata a terra e sintonizzata è in risonanza con una trasmittente distante; la lampadina accesa vicino al fondo è alimentata dal trasmettitore

Nel 1899 Tesla, per portare avanti le sue ricerche, decise di trasferirsi a Colorado Springs, nel Colorado, dove avrebbe avuto molto spazio per i suoi esperimenti sulle alte tensioni e sulle alte frequenze. Fin dal suo arrivo spiegò ai giornalisti che stava conducendo degli esperimenti sulla telegrafia senza fili. Il suo diario contiene numerose spiegazioni delle sue congetture sulla ionosfera e sugli esperimenti sulle correnti telluriche del suolo, fatte di onde trasversali e onde longitudinali. All'interno del suo laboratorio Tesla provò che la terra era un buon conduttore e produsse dei fulmini artificiali (con scariche di milioni di volt, lunghe fino a 40 metri).
Tesla indagò allo stesso tempo sull'elettricità atmosferica, osservando i segnali dei fulmini, catturati con i suoi ricevitori. Le riproduzioni di questi ultimi e dei suoi coesori dimostrano un inatteso livello di complessità (per esempio, modelli a elementi distribuiti, fattore Q, eliche, ritorno della radiofrequenza, schemi di eterodina grezza e circuiti rigenerativi). Tesla dichiarò che a quei tempi stava compiendo le sue osservazioni sulle onde stazionarie. Nel suo laboratorio a Colorado Springs egli "registrò" alcune tracce di ciò che credeva fossero segnali radio extraterrestri; ciononostante, i suoi pubblici annunci e i dati che aveva rilevato furono duramente respinti dalla comunità scientifica. Tesla aveva notato alcune misure di segnali ripetitivi dal suo ricevitore, che erano sostanzialmente differenti da quelli registrati durante i temporali e dal rumore terrestre. Nello specifico, egli ricordò in seguito che i segnali apparivano in gruppi di uno, due, tre e quattro scatti insieme.
Tesla ricercò vari metodi di trasmissione di potenza ed energia senza fili su lunghe distanze (per mezzo di onde trasversali, a meno estese e più immediate onde longitudinali). Egli trasmise nella banda delle frequenze molto basse (ELF) attraverso il terreno tra la superficie della Terra e lo strato di Kennelly-Heaviside. Ricevette poi brevetti su ricetrasmettitori senza fili che sviluppavano onde stazionarie con questo metodo. Compiendo calcoli matematici e computazioni basati sui suoi esperimenti, stimò che la frequenza minima di risonanza della Terra era approssimativamente di 6 hertz. Negli anni sessanta, grazie agli strumenti matematici sviluppati da Winfried Otto Schumann, venne misurata e verificata l'esistenza di quella che in seguito rimase nota come risonanza Schumann e si appurò che questa aveva una frequenza di un ordine di grandezza comparabile con quella stimata da Tesla.

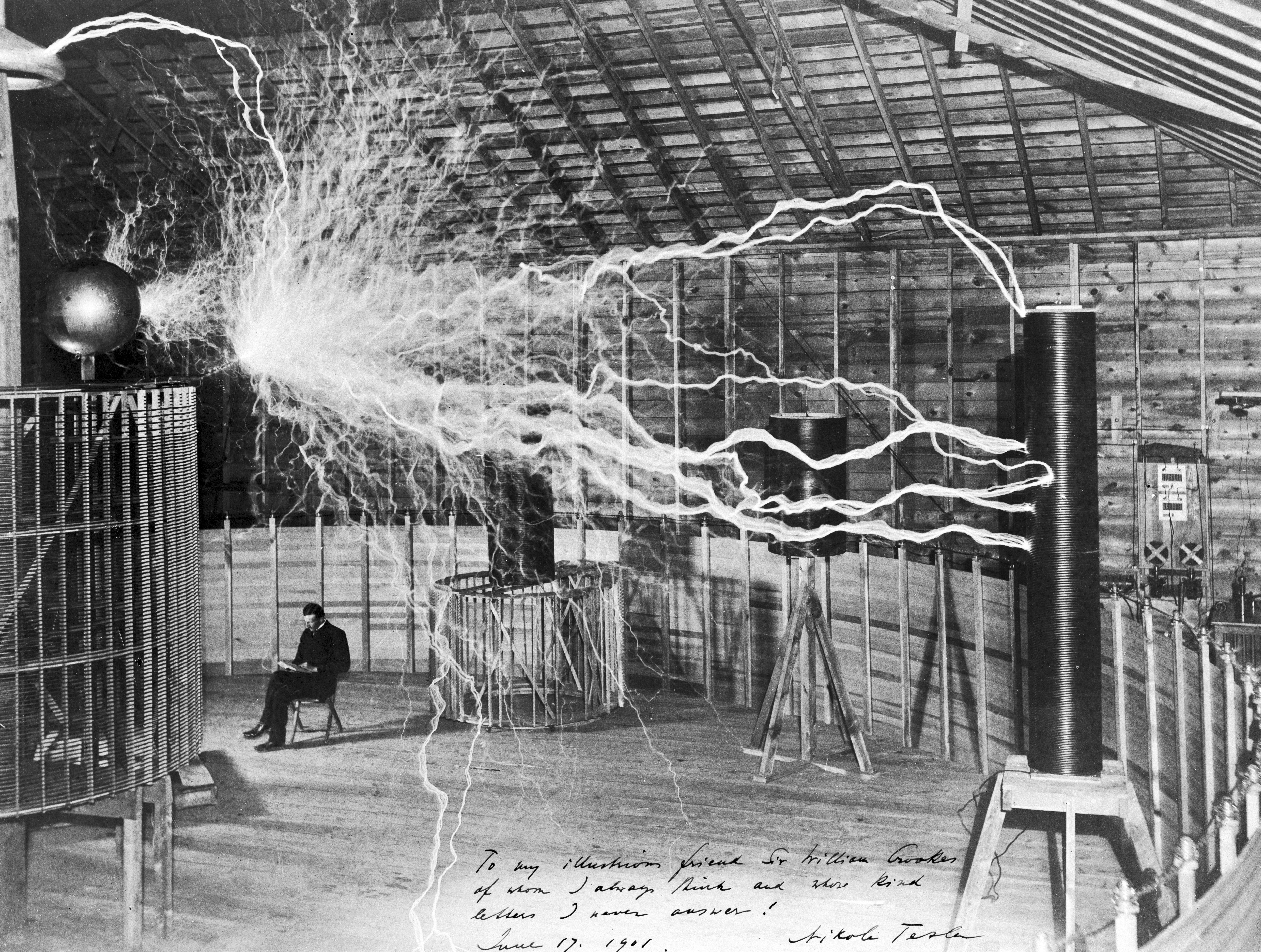
Il laboratorio di Tesla a Colorado Springs, 1900 circa. Si tratta di una famosa immagine promozionale opera del fotografo Dickenson V. Alley, ottenuta con una doppia esposizione: nella prima furono fotografate le enormi scariche in un ambiente buio, quindi la lastra fotografica fu nuovamente esposta con l'apparato spento e Tesla seduto sulla sedia.

Tesla spese l'ultimo periodo della sua vita tentando di scambiare segnali con il pianeta Marte, ma solo nel 1996 Corum and Corum pubblicò un'analisi dei segnali provenienti dalla magnetosfera di Giove, che indicavano una chiara corrispondenza tra la posizione di Marte a Colorado Springs e la cessazione dei segnali da Giove, nell'estate del 1899, quando lo scienziato era laggiù.
Tesla lasciò Colorado Springs il 7 gennaio del 1900: il suo laboratorio fu demolito e le sue apparecchiature vendute per pagare i debiti. Gli esperimenti compiuti in Colorado prepararono Tesla per il suo progetto successivo, la costruzione di un'infrastruttura per la trasmissione di potenza senza fili, che sarebbe divenuta meglio nota come Wardenclyffe Tower. Gli fu assegnato il brevetto (EN)  US685012, United States Patent and Trademark Office, Stati Uniti d'America. per i modi di incrementare l'intensità delle oscillazioni elettriche. Il sistema di classificazione dell'ufficio brevetti degli Stati Uniti assegna correntemente questa certificazione alla Primary Class 178/43 ("telegrafia/induzione spaziale"), mentre gli altri settori applicabili includono il 505/825 ("apparati relativi alla superconduttività a basse temperature").

### Gli ultimi anni

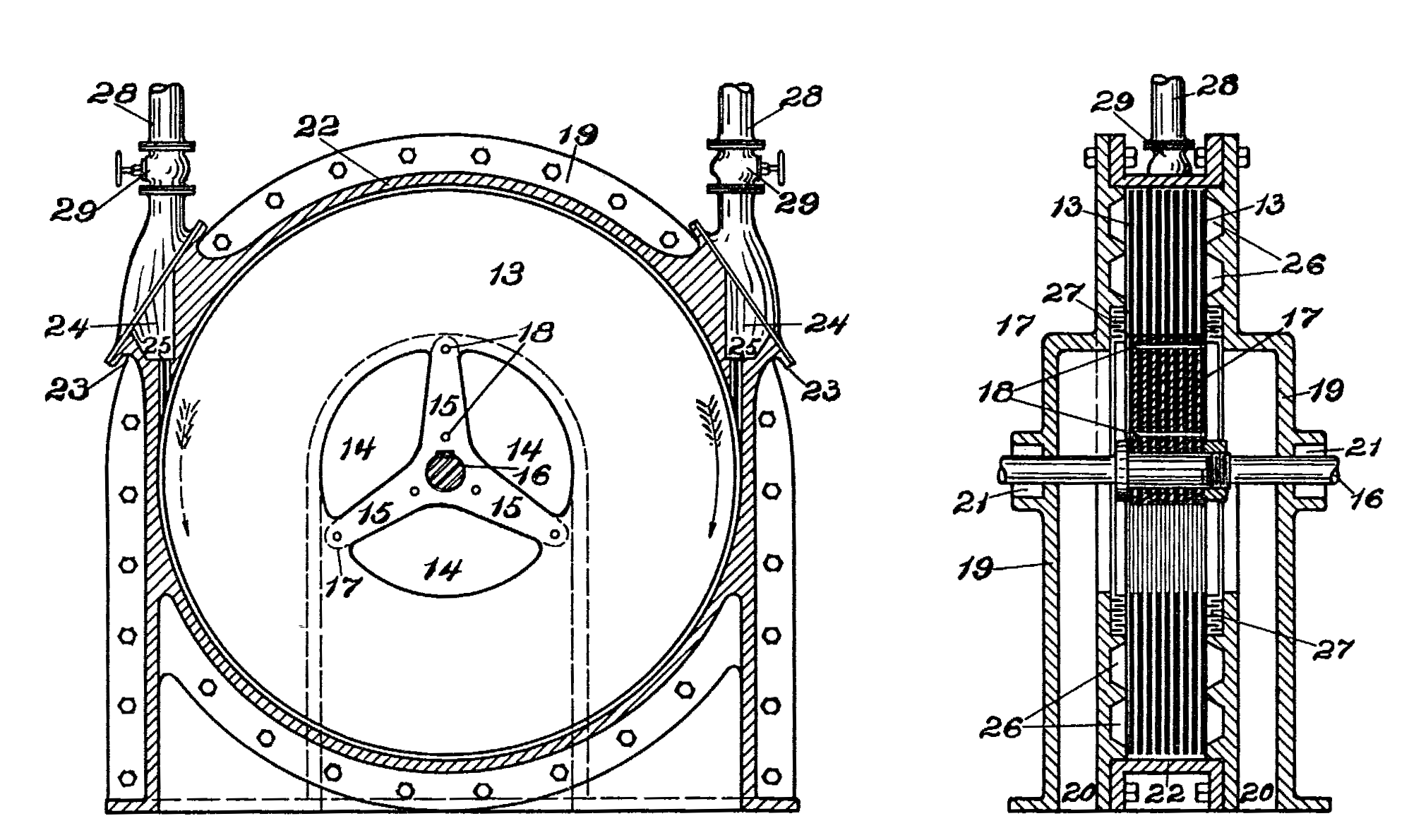
Disegno del brevetto originale della turbina di Tesla

Nel 1900, con 150 000 $ (il 51% provenienti da John Pierpont Morgan), Tesla incominciò a progettare la struttura chiamata "Wardenclyffe Tower". Nel giugno del 1902, le operazioni del suo laboratorio furono spostate da Houston Street a Wardenclyffe. Alla fine la torre fu smantellata come un rottame durante la prima guerra mondiale. I giornali del tempo etichettarono Wardenclyffe come la "follia di Tesla da un milione di dollari". Nel 1904, poi, l'ufficio brevetti americano cambiò la sua decisione, assegnando a Guglielmo Marconi il brevetto per la radio; fu allora che incominciarono le peripezie di Tesla per riottenere la paternità dell'invenzione. Il giorno del suo cinquantesimo compleanno, nel 1906, egli espose la sua turbina senza pale da 200 hp (150 kW) a 16 000 giri/min.
Tra il 1910 e il 1911, alla Waterside Power Station di New York, alcuni dei suoi motori a turbina furono testati fino a 5 000 hp.
Dal momento che il premio Nobel per la fisica fu consegnato a Marconi per la radio nel 1909, Thomas Edison e Tesla furono menzionati da un dispaccio di agenzia come potenziali candidati per condividere il premio Nobel del 1915, giungendo a uno dei tanti incidenti "diplomatici" del premio Nobel. Alcune fonti affermavano che, a causa dell'animosità reciproca, non fu assegnato loro il premio, nonostante gli enormi contributi scientifici, e che entrambi cercavano di minimizzare i successi dell'altro solamente per aggiudicarsi il titolo. I due scienziati rifiutarono in ogni caso di ricevere il riconoscimento se il collega l'avesse ricevuto per primo e, comunque, nessuno dei due prese in considerazione l'opportunità di condividerlo.
A causa della sua personalità eccentrica e delle sue affermazioni talvolta apparentemente bizzarre e incredibili, negli ultimi anni della sua vita Tesla fu ostracizzato e considerato una sorta di "scienziato pazzo" pur attribuendogli talora curiose anticipazioni di sviluppi scientifici successivi. Molti dei suoi risultati sono stati usati, spesso polemicamente, per appoggiare diverse pseudoscienze, teorie sugli UFO e occultismo New Age. Ciò è dovuto al fatto che Tesla lasciò scarsa documentazione sui risultati ottenuti, e anche questa spesso sotto forma di appunti, non di lavori organizzati e comprensibili a tutti (vedi § Invenzioni teoriche). Pertanto è stato relativamente facile attribuirgli le idee più strampalate, o la paternità di invenzioni mirabolanti non accettate dalla "scienza ufficiale". Negli anni seguenti alla sua morte, molte delle sue innovazioni, teorie e affermazioni furono usate per sostenere varie voci, ipotesi e teorie non scientifiche. Molti dei lavori di Tesla erano conformi ai principi e ai metodi accettati dalla comunità scientifica, ma la sua stravagante personalità e le sue pretese talvolta irrealistiche, combinate con il suo indiscutibile genio, lo hanno reso una figura popolare tra i teorici delle cospirazioni dell'occulto. Alcuni di essi, in effetti, credevano addirittura che lo scienziato fosse un essere angelico mandato sulla Terra da Venere per rivelare la conoscenza scientifica all'umanità.
Dopo le polemiche, né Tesla né Edison vinsero il Nobel (anche se Edison ricevette una delle possibili 38 candidature nel 1915 e lo stesso successe per Tesla nel 1937). Negli anni precedenti, solo Tesla sembrava essere stato candidato per il premio Nobel del 1912, principalmente per i suoi esperimenti sulla messa a punto di circuiti che utilizzavano trasformatori a risonanza ad alta tensione e alta frequenza.
Nel 1915, parallelamente, Tesla intentò una causa contro Marconi tentando, senza successo, di ottenere un processo contro i diritti dell'inventore italiano. Intorno al 1916 Tesla andò in bancarotta, a causa dei suoi debiti arretrati con il fisco; viveva ormai in povertà. Dopo Wardenclyffe, costruì la Telefunken Wireless Station a Sayville, Long Island, ottenendo in parte i successi a cui voleva arrivare a Wardenclyffe. Nel 1917 la struttura fu abbattuta dai Marines, che sospettavano potesse essere utilizzata da spie tedesche.
Precedentemente alla prima guerra mondiale Tesla incominciò a cercare degli investitori d'oltremare che finanziassero le sue ricerche. All'inizio del conflitto egli perse anche i contributi che riceveva per i suoi brevetti europei. Terminata la guerra, Tesla, in un articolo del 20 dicembre 1914, fece numerose predizioni sui punti di discussione del primo dopoguerra. Egli credeva che la Società delle Nazioni non fosse un rimedio per i tempi e i problemi di allora. Negli anni successivi, lo scienziato incominciò a mostrare evidenti sintomi di disturbo ossessivo-compulsivo; divenne ossessionato dal numero tre: sovente si sentiva costretto a girare attorno a un palazzo tre volte prima di entrarvi, oppure voleva una pila di dodici o diciotto tovaglioli ben piegati intorno al suo piatto a ogni pasto, o altro ancora. La natura dei suoi disturbi era poco conosciuta a quel tempo e non erano disponibili terapie efficaci; perciò i sintomi vennero considerati come prova di una parziale infermità mentale, danneggiando ciò che rimaneva della sua reputazione.
A quel tempo egli era alloggiato al Waldorf-Astoria Hotel e affittava una sistemazione a credito, indebitandosi a tal punto che la sua proprietà di Wardenclyffe venne intestata a George Boldt, proprietario del Waldorf-Astoria, per pagare un debito di 20 000 $. Nel 1917, all'incirca nel periodo in cui la Wardenclyffe Tower fu demolita dal nuovo proprietario perché il lotto di terreno acquistasse più valore, Tesla ricevette la più alta onorificenza dell'American Institute of Electrical Engineers (AIEE), la Edison Medal.
In occasione del suo settantacinquesimo compleanno, nel 1931, il Time Magazine gli dedicò l'intera copertina, ringraziandolo per i suoi contributi nel campo della generazione di energia elettrica. Tesla aveva ricevuto il suo ultimo brevetto nel 1928 per un apparecchio destinato al trasporto aereo, che rappresentava il primo esempio di aeromobile a decollo e atterraggio verticale. Nel 1934 scrisse al console del suo paese natale Janković un messaggio di gratitudine nei confronti di Mihajlo Pupin, che aveva dato il via a un programma di donazioni grazie al quale molte compagnie americane potevano supportare le sue ricerche. Tesla aveva però rifiutato i finanziamenti, preferendo vivere della sua modesta pensione iugoslava, continuando così i suoi esperimenti.

### Teorie sui campi

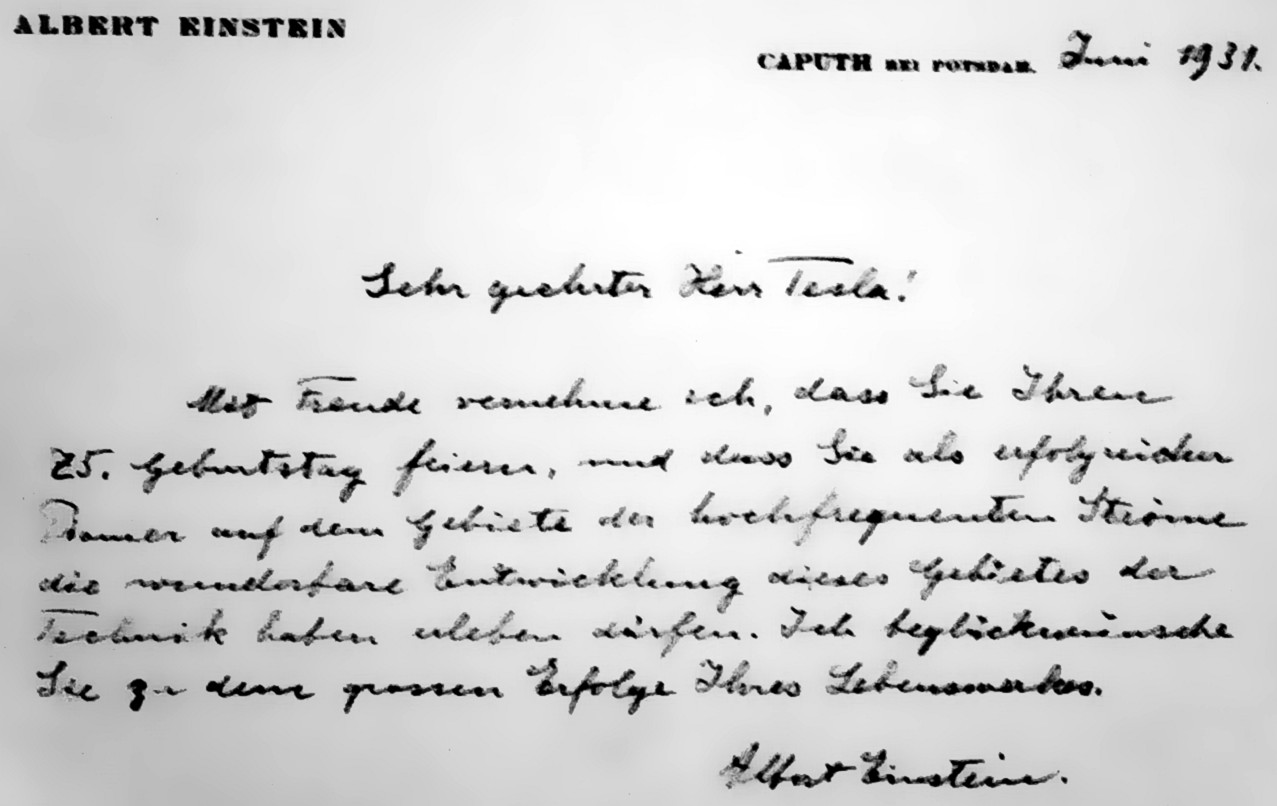
Lettera di auguri di Einstein a Tesla per il suo 75ºcompleanno

Tesla si mostrò scettico relativamente agli sviluppi della teoria dell'elettromagnetismo ottenuti tra la fine dell'Ottocento e gli inizi del Novecento, affermando:
Egli sostenne di aver provato più volte senza successo a replicare gli esperimenti di Hertz, utilizzando strumentazioni a suo giudizio ben più raffinate. Secondo Tesla, era all'epoca già perfettamente chiaro che circuiti percorsi da correnti alternate producessero delle onde nello spazio circostante, ma non era chiaro quale natura avessero tali onde. Hertz aveva apparentemente mostrato che queste onde erano caratterizzate da vibrazioni trasversali, confermando l'idea che si propagassero in un etere rigido come ipotizzato da Maxwell e avessero quindi probabilmente la stessa natura della luce. Tesla contestava tali conclusioni, sostenendo che i suoi esperimenti sembravano suggerire piuttosto che tali onde fossero del tutto simili alle onde sonore, ovvero onde longitudinali in un etere dalla costituzione più simile a un gas che non a una struttura cristallina
. Secondo sue dichiarazioni, egli si era recato nel 1892 a Bonn, in Germania, per discutere con Hertz stesso di questi esperimenti, ma l'incontro fu tanto turbolento da interrompere sul nascere un possibile dialogo tra i due.
All'età di 81 anni, Tesla affermò di aver ultimato una teoria dinamica sulla gravità, commentando che essa "analizzava tutti i dettagli" e che sperava di presentarla al più presto al mondo. All'epoca di questo annuncio, le istituzioni scientifiche lo consideravano fuori di testa; i più credevano che Tesla non avesse mai nemmeno sviluppato la teoria del campo unificato.
Il grosso di questa teoria fu sviluppato tra il 1892 e il 1894, quando conduceva esperimenti elettromagnetici ad alta frequenza e alto potenziale e stava brevettando numerosi apparecchi per l'utilizzo di queste grandi fonti di energia. La teoria fu completata, secondo lo scienziato, entro la fine degli anni trenta.
Ricordando il principio di Mach, nel 1925 Tesla affermava che:
Tesla, riguardo alla teoria della relatività di Albert Einstein, osservava che:
Tesla fu dunque critico sulla relatività di Einstein:
Lo scienziato affermò inoltre che:

### Armi a energia diretta
Più tardi Tesla fece alcune affermazioni di rilievo circa un'arma chiamata "teleforce". La stampa la soprannominò "raggio della pace" o "raggio della morte".
I componenti erano:
1. Un meccanismo per generare un'enorme differenza di potenziale. E questo, secondo Tesla, fu portato a termine.
2. Un dispositivo in grado di amplificare e moltiplicare la differenza di potenziale generata dal primo meccanismo.
3. Un tubo a vuoto in grado di generare un fascio di particelle concentrato, proiettato verso il bersaglio, il che avrebbe reso l'invenzione utilizzabile come arma a tutti gli effetti.

Tesla lavorò al progetto di un'arma a energia diretta tra i primi anni del Novecento fino alla sua morte. Nel 1937, egli compose un trattato intitolato "The Art of Projecting Concentrated Non-dispersive Energy through the Natural Media" che riguardava fasci di particelle cariche, che fu pubblicato in seguito per cercare di illustrare una descrizione tecnica di una "super arma che avrebbe messo fine a tutte le guerre nel mondo". Questo documento, che si trova attualmente nell'archivio del Nikola Tesla Museum di Belgrado, descriveva un tubo a vuoto con un'estremità libera e un getto estremamente collimato di gas che permetteva alle particelle di uscire; l'apparato includeva poi la carica di particelle a milioni di volt e un metodo per creare e controllare fasci non dispersivi di particelle con la repulsione elettrostatica.
Dalle memorie dello scienziato si evince che quest'arma era basata su uno stretto raggio di pacchetti atomici di mercurio o tungsteno, accelerati da un'alta differenza di potenziale (in modo analogo al suo "trasmettitore d'amplificazione"). Tesla diede la seguente spiegazione circa le operazioni del particle gun:
('Death Ray' for Planes, The New York Times, 22 settembre 1940.)
Dopo aver cercato di attirare l'interesse del Dipartimento della difesa degli Stati Uniti d'America, lo scienziato propose l'apparecchiatura alle nazioni europee; ma nessun governo si mostrò interessato a firmare un contratto di costruzione dell'arma. Poco tempo dopo, Tesla morì in un hotel di New York nel 1943.

### Invenzioni teoriche

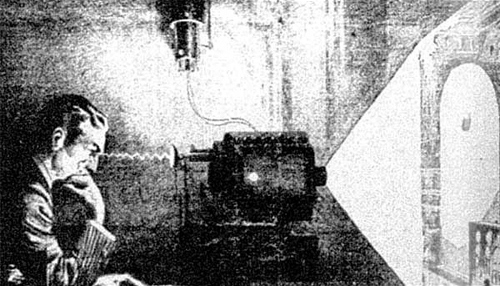
Nel 1933 alcuni giornali pubblicarono la rappresentazione del progetto di un'invenzione particolarmente bizzarra teorizzata da Tesla: una Thought camera (macchina fotografica dei pensieri).

Tesla ipotizzò come le forze elettriche e magnetiche potessero distorcere, o addirittura modificare, il tempo e lo spazio e studiò procedure con le quali controllare tali energie. Verso la fine della vita rimase affascinato dalla teoria secondo cui la luce è formata sia da particelle elementari sia da onde, un postulato fondamentale della fisica quantistica. Queste ricerche lo portarono a ideare un "muro di luce", manipolando le onde elettromagnetiche. Questo misterioso muro di luce avrebbe consentito di alterare lo spazio, la gravità e la materia; da questo nacquero una serie di progetti di Tesla che sembrano usciti direttamente dalla fantascienza, come il teletrasporto, il viaggio nel tempo e la propulsione antigravità.
La più singolare invenzione che Tesla ipotizzò è probabilmente la "macchina per fotografare il pensiero". Egli pensava che un pensiero formatosi nel cervello creasse una corrispondente immagine nella retina, e che l'impulso elettrico di questa trasmissione neurale potesse essere letto e registrato in un dispositivo. L'informazione immagazzinata, sarebbe stata poi elaborata da un nervo ottico artificiale e visualizzata come immagine su uno schermo.
Un'altra invenzione teorizzata da Tesla è comunemente chiamata “macchina volante di Tesla”. Tesla dichiarò che uno degli scopi della sua vita era quello di creare una macchina volante che potesse funzionare senza l'uso di un motore a combustione interna o ali, alettoni, propellenti o di qualsiasi fonte di combustibile. Inizialmente Tesla pensò a un aereo in grado di volare grazie a un motore elettrico alimentato da un generatore a terra. Con il passare del tempo, ipotizzò che questo aereo potesse muoversi in maniera interamente meccanica. La forma ipotizzata per il velivolo era quella tipica di un sigaro o di una salsiccia.
Tesla è conosciuto anche per l'invenzione di uno speciale trasmettitore chiamato “Teslascopio”, progettato con l'intenzione di inviare segnali e "comunicare" con forme di vita extraterrestri di altri pianeti.

### Morte e avvenimenti successivi
Ammiravo le opere degli artisti, ma per me erano solo ombre e apparenze.

L'inventore, pensavo, dà al mondo creazioni palpabili, che vivono e funzionano.»
(Nikola Tesla)

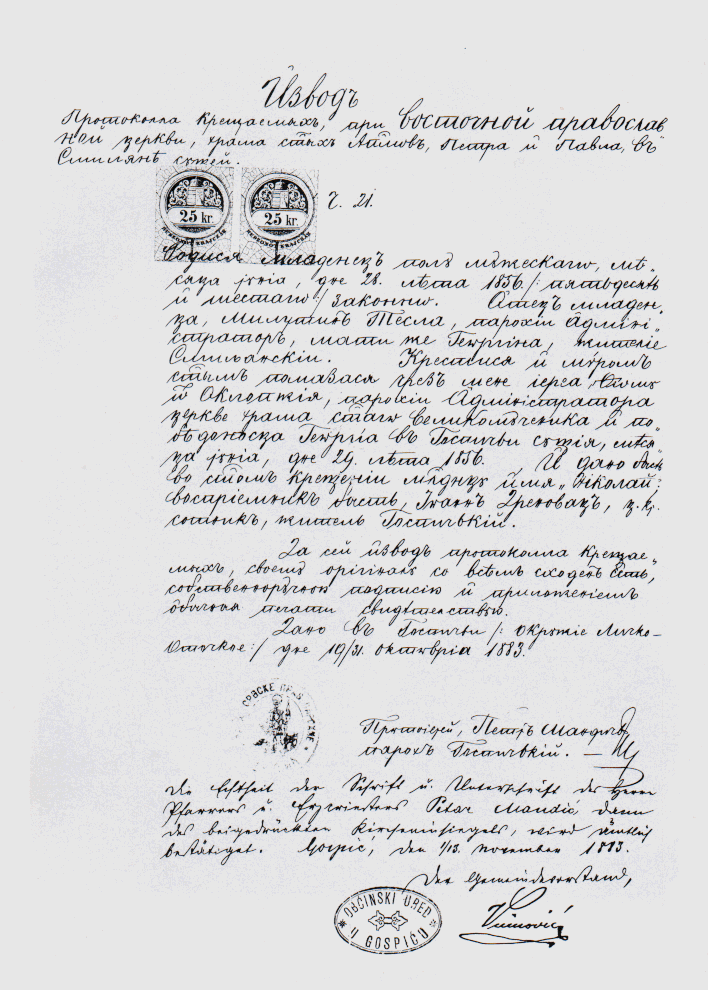
Certificato di nascita di Nikola Tesla (serbo-slavo cirillico)

Tesla morì per un attacco cardiaco nel New Yorker Hotel il 7 gennaio 1943, all'età di 86 anni, nella camera n. 3327, ancora oggi utilizzata. Nonostante avesse venduto i suoi brevetti sulla corrente alternata, egli era praticamente nullatenente e lasciò consistenti debiti. In seguito, nello stesso anno, la Corte suprema degli Stati Uniti d'America impugnò il suo brevetto numero 645576 Archiviato il 10 gennaio 2017 in Internet Archive., riconoscendo lo scienziato come l'inventore della radio.
Al momento della sua morte, l'inventore stava continuando a lavorare sul teleforce, un progetto che aveva proposto senza successo al Dipartimento della Guerra degli USA; sembra che il raggio proposto - che la stampa aveva ribattezzato "raggio della pace" o "raggio della morte" - avesse a che fare con le sue ricerche sul fulmine globulare e sulla fisica del plasma, e che fosse composto di un flusso di particelle. Il governo americano non trovò alcun prototipo dell'apparecchio nella cassaforte, ma i suoi scritti vennero classificati come top secret. Il cosiddetto "raggio della pace" costituisce un elemento di alcune teorie cospirative come mezzo di distruzione. J. Edgar Hoover dichiarò il caso "most secret", vista la natura delle invenzioni di Tesla e dei suoi brevetti.
I documenti sono stati resi disponibili al pubblico a seguito del Freedom of Information Act (FOIA), tuttavia Charlotte Muzar scrisse che c'erano diversi fogli e oggetti "mancanti".

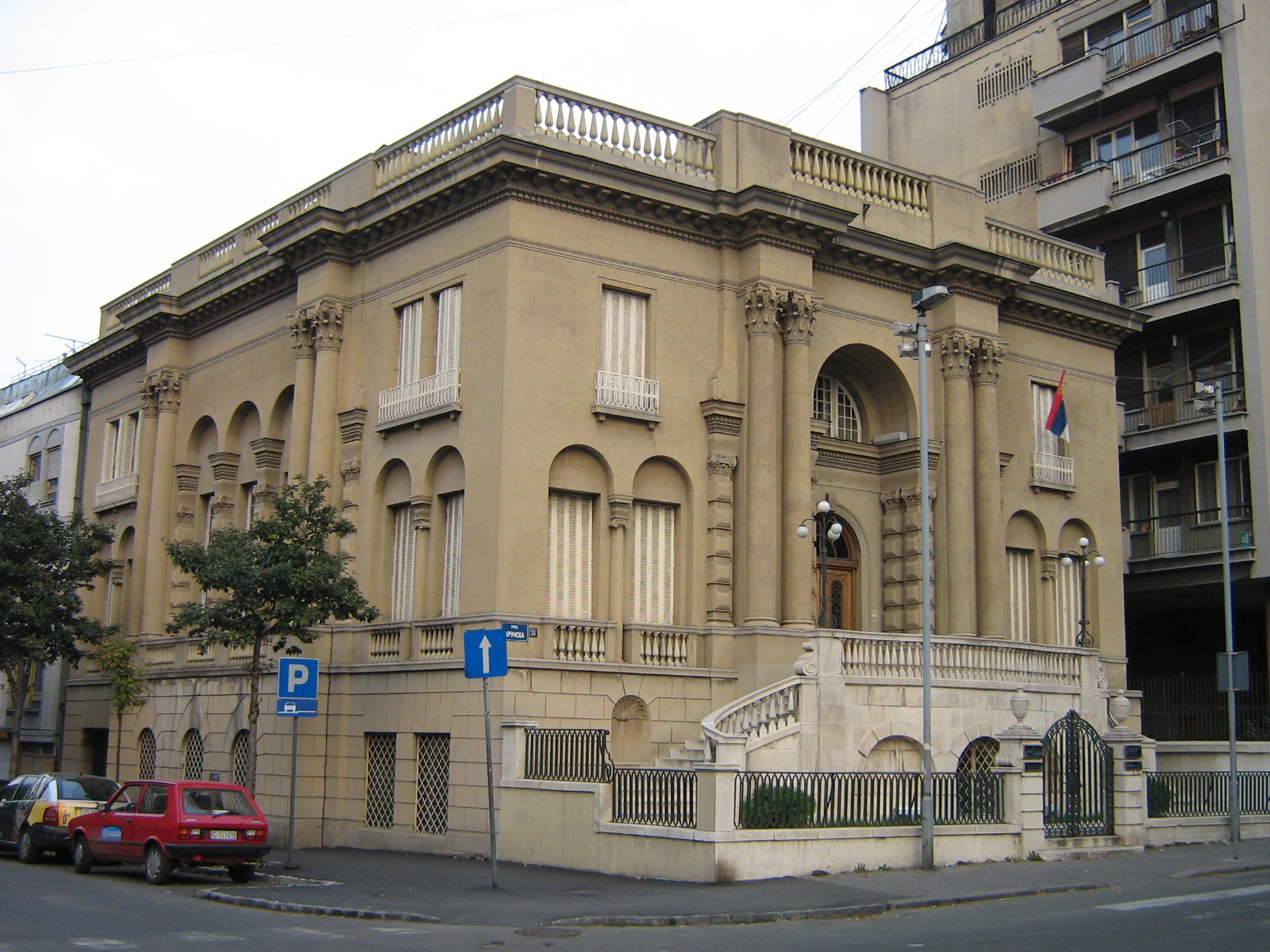
Museo Nikola Tesla di Belgrado

Dopo la sua morte, la famiglia di Tesla e l'ambasciata iugoslava lottarono con le autorità statunitensi per ottenere questi oggetti, per la potenziale importanza di alcune delle sue ricerche. Infine il nipote Sava Kosanoviċ entrò in possesso di alcuni dei suoi effetti personali, ora esposti al museo Nikola Tesla di Belgrado. Le esequie dello scienziato ebbero luogo il 12 gennaio 1943, nella Cattedrale di Saint John the Divine di Manhattan, a New York. Il suo corpo fu cremato e le ceneri trasportate a Belgrado nel 1957. L'urna fu posta nel museo che porta il suo nome, dove si trova tutt'oggi.

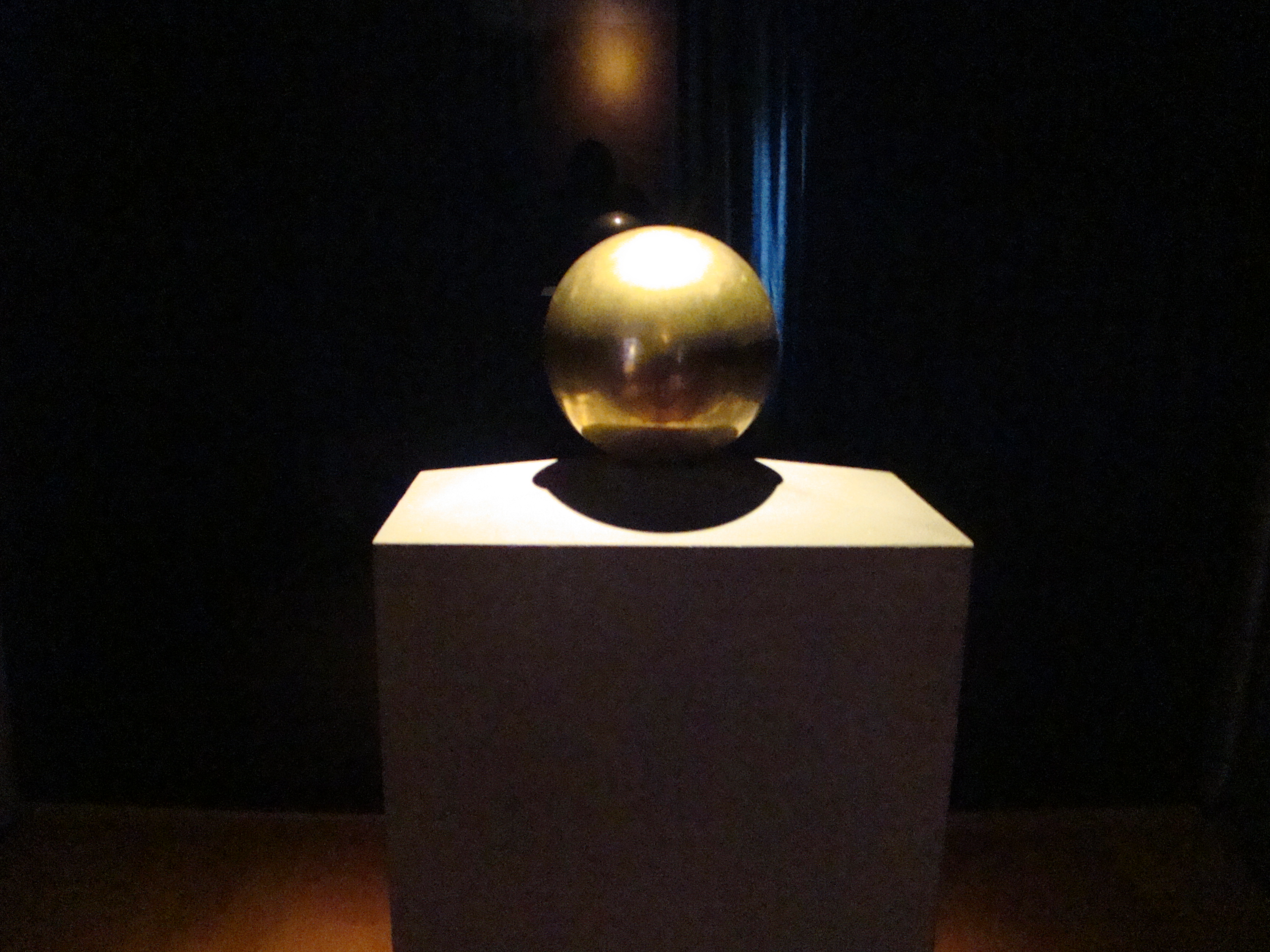
Urna dorata con le ceneri di Tesla, nel suo oggetto geometrico preferito, una sfera (Museo Nikola Tesla, Belgrado)

Tesla non amava posare per i ritratti; lo fece una sola volta, per la principessa Vilma Lwoff-Parlaghy, ma il ritratto andò perduto. Il suo desiderio era quello di avere una scultura fatta dal suo amico più vicino, lo scultore Ivan Meštrović, che a quel tempo si trovava negli Stati Uniti d'America, ma morì prima di vederlo terminato. Meštrović fece per lui un busto in bronzo (1952), conservato nel museo di Belgrado, e una statua (1955/56), ora presso l'Istituto Ruđer Bošković a Zagabria. Questa scultura fu spostata nel centro di Zagabria, in via Nikola Tesla, in occasione del 150º anniversario della sua nascita, e ne fu consegnato un duplicato all'Istituto. Nel 1976 fu sistemata una statua di bronzo di Tesla nel parco statale di Niagara Falls nello Stato di New York; nel 1986 fu eretta un'opera analoga nella sua città natale Smiljan nel comune di Gospić.

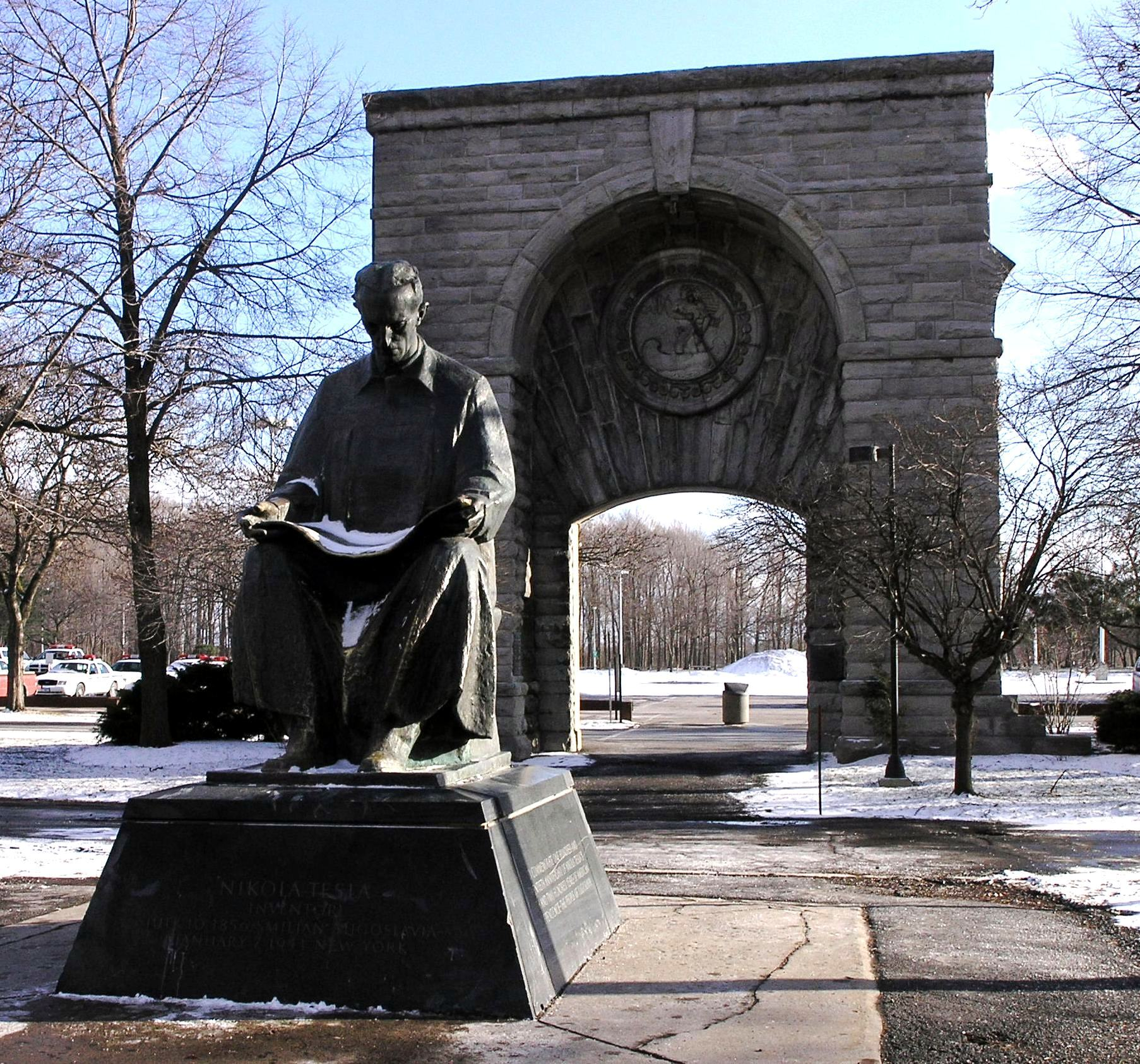
Statua di Nikola Tesla al Niagara Falls State Park

Il 2006 fu proclamato dall'UNESCO e dai governi di Serbia e Croazia come anno di Nikola Tesla. In occasione del 150º anniversario della sua nascita, il 10 luglio 2006, il villaggio ricostruito di Smiljan (distrutto durante le guerre degli anni novanta) fu aperto al pubblico assieme alla casa del grande scienziato, allestita come museo alla memoria; fu inoltre dedicato alla vita e al lavoro di Tesla un nuovo centro multimediale. La chiesa parrocchiale di San Pietro e Paolo, dove il padre dell'inventore faceva servizi di manutenzione, fu completamente ristrutturata e sia il museo sia il centro multimediale furono riempiti di repliche delle invenzioni di Tesla. Il museo, in particolare, ha raccolto pressoché ogni documento mai pubblicato da e su Nikola Tesla, la maggior parte dei quali procurati da Ljubo Vojovic, della Tesla Memorial Society di New York. Accanto alla casa dello scienziato è stato eretto un monumento creato dallo scultore Mile Blazevic; nella vicina cittadina di Gospić, nella stessa data, è stata inaugurata una scuola superiore intitolata a Nikola Tesla e presentata una replica della statua dell'inventore, il cui originale è a Belgrado, preparata da Franco Krsinic.

### Nazionalità contesa
La nascita di Tesla è stata spesso contesa tra le odierne repubbliche di Serbia e di Croazia.
Egli era nato a Smiljan un insediamento nel comune di Gospić, un paese attualmente nel territorio della repubblica croata, ma da famiglia serba, seppur entrambi i genitori vissero sempre nell'attuale territorio della Croazia nell'allora Impero austro-ungarico. Il padre, Milutin era un prete serbo ortodosso e la madre Georgina-Djuka Mandic era figlia anch'essa di un prete serbo ortodosso, Nikola Mandic (1800-1863). Georgina era la quarta di otto figli e si prese cura dei fratelli in seguito alla morte precoce della madre (nonna materna di Nikola Tesla), Sofia Mandic (nata Budisavljevic a Gračac in Lika) ed è per questo motivo che non ebbe l'opportunità di istruirsi. Va tenuto infine presente che all'epoca il Regno di Croazia era unificato alla corona del Regno di Ungheria, e nel 1867 divenne parte dell'Impero austro-ungarico in cui lui è cresciuto.
Tesla assunse infine la cittadinanza statunitense nel 1891.

## Personalità

### Amicizie

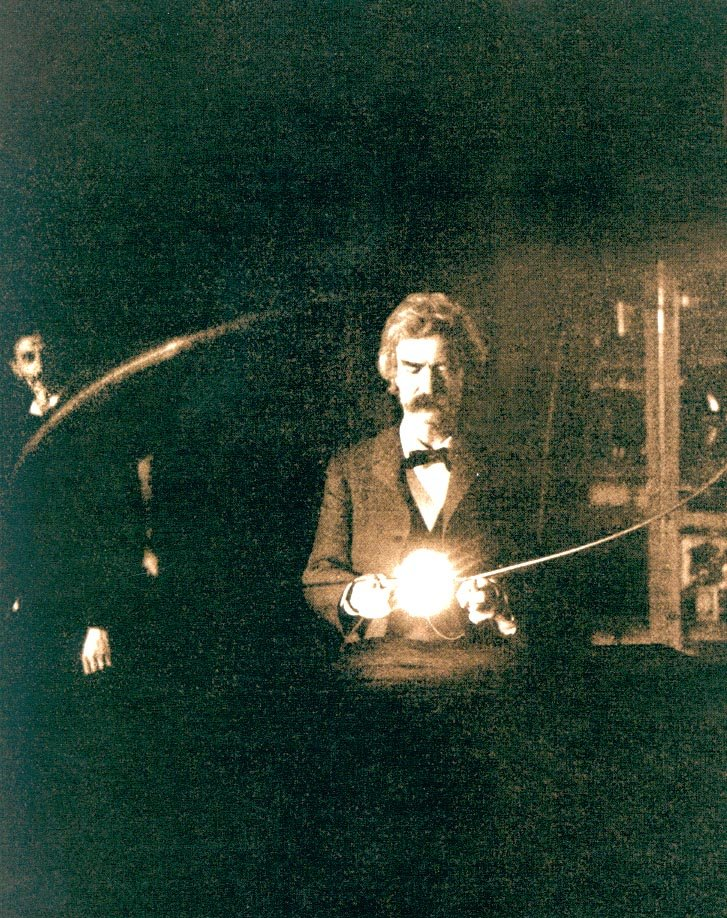
Mark Twain nel laboratorio di Tesla, primavera del 1894. Lo scrittore era un grande amico dello scienziato.

Negli anni centrali della sua vita, Tesla strinse una forte amicizia con Mark Twain, il quale trascorreva molto tempo insieme a lui, anche nel suo laboratorio. Tesla era rimasto molto amareggiato dalle ripercussioni del suo battibecco con Edison; tanto che, il giorno dopo la morte di quest'ultimo, il New York Times conteneva numerosi encomi della vita del ricercatore, con un'unica opinione negativa scritta da Tesla:
Quando Edison era già molto vecchio, giunse al punto di dire che, guardandosi indietro, il più grande errore che avesse mai commesso era quello di non aver mai rispettato Tesla o il suo lavoro. Questo giovò davvero poco ai loro rapporti pressoché inesistenti.
Tesla conosceva bene anche Robert Underwood Johnson. Aveva rapporti di amicizia con Francis Marion Crawford, Stanford White, Fritz Lowenstein, George Scherff e Kenneth Swezey. Ciononostante, era considerato dai più un cinico.

### Sessualità e relazioni
Tesla non fu mai sposato. Era celibe e sostenne, come Newton, che la sua castità era molto utile alle sue doti scientifiche. Alla domanda se credesse nel matrimonio rispose: 
Eccetto per le cene formali, egli mangiava sempre da solo, e mai, in alcuna circostanza, avrebbe cenato di sua spontanea volontà con una donna. Al Waldorf-Astoria e al famoso ristorante Delmonico's selezionava sempre particolari tavoli in disparte, che erano riservati a lui. Anche se veniva sempre descritto come una persona attraente quando interagiva con gli altri, Tesla spesso fingeva nel suo comportamento. L'unica donna con cui ebbe un rapporto di affetto intenso, seppur platonico, fu Katharine MacMahon Johnson, moglie del suo amico Robert Underwood Johnson.

### Vegetarianismo e animali
Negli ultimi anni della sua vita Tesla divenne integralmente vegetariano, nutrendosi solo di latte, pane, miele, frutta e succhi vegetali. Nel 1900 si era così espresso: 
Era affascinato dagli animali, specialmente dai gatti (fu il gatto di famiglia che gli accese da ragazzo l'interesse verso l'elettricità statica e i fenomeni elettrici, dopo aver visto le scintille che si sprigionavano dal pelo quando veniva accarezzato), e dai piccioni domestici e selvatici.

### Eugenetica e visione del futuro
Come tanti in questo momento storico, Tesla, scapolo a vita, divenne un acceso sostenitore di una versione, autoimposta con la riproduzione selettiva, dell'eugenetica. In un'intervista del 1937, egli affermò:
Sosteneva che in futuro il mondo sarebbe stato dominato dalle donne, governato da "api regine".

### Disinteresse per il denaro
Lo scienziato mise da parte il suo primo milione di dollari all'età di 40 anni, ma donò quasi tutti i suoi diritti d'autore e di proprietà industriale sulle invenzioni future. Era poco concentrato nel gestire le sue finanze, completamente incurante della ricchezza materiale. Egli strappò addirittura un contratto con Westinghouse, che lo avrebbe reso il primo miliardario in dollari del mondo, in parte a causa delle implicazioni che questo avrebbe avuto sulla sua visione futura dell'energia libera, e in parte perché avrebbe escluso Westinghouse dal trattare gli affari direttamente, e Tesla non aveva alcuna intenzione di avere rapporti diretti con i clienti e i creditori.

### Ossessioni e disturbi
(Margaret Cheney, Tesla. Un uomo fuori dal tempo)
Tesla, affetto da disturbo ossessivo-compulsivo, aveva numerose quanto inusuali abitudini e idiosincrasie. Era particolarmente fissato con il numero "tre" e i suoi multipli, ed esigeva che la camera d'albergo dove alloggiava avesse un numero divisibile per tre.
Si sa che egli era contrario alla gioielleria, specialmente, per motivi sconosciuti, alle collane di perle: nel 1893 gli fu presentata la sua ammiratrice Anne Morgan, figlia di J.P. Morgan. Tesla affermò poi che avrebbe avuto piacere di parlare con lei, ma quando vide i suoi orecchini di perle ne fu così disgustato che cominciò a digrignare i denti e da allora cercò sempre di evitarla.
Era inoltre infastidito in maniera fobica dalle persone sovrappeso o con obesità; pur essendo solitamente un uomo gentile e affabile, quando una delle sue segretarie, che era sovrappeso, urtò un tavolo facendo cadere a terra un oggetto, Tesla la licenziò in tronco, non cambiando idea nemmeno quando lei lo supplicò di riassumerla.
Soffriva di insonnia, e dormiva al massimo due ore per notte senza che questo gli causasse difficoltà nel lavoro, e di sinestesia, un disturbo neurologico per cui in corrispondenza di un'idea vedeva lampi di luce e a volte anche allucinazioni. Nel 1890 ebbe una crisi di amnesia a causa dello stress della guerra delle correnti tra Edison e Westinghouse, nonostante fosse nota la sua memoria eidetica prodigiosa. Mostrava anche, a detta di alcuni, caratteristiche tipiche della sindrome di Asperger, come la sua tendenza all'isolamento, la grande memoria, l'udito sviluppato, i suoi interessi specifici e ripetitivi, e il suo disinteresse per la sessualità. Tesla era anche molto severo circa l'igiene e la pulizia, in un periodo in cui un comportamento così estremo era visto come una stranezza. Era altamente meticoloso e organizzato, sovente lasciava note e appunti per gli altri, per evitare di dover riorganizzare i suoi lavori.

#### I piccioni di Tesla
Tesla era particolarmente ossessionato dai piccioni: ordinava speciali semi per i volatili che nutriva nel Central Park, portandone alcuni nella sua stanza in hotel; a volte i piccioni entravano dalla finestra aperta. Per sua volontà, visse gli ultimi anni della sua vita in una suite di due stanze al 33º piano del New Yorker Hotel, nella Room 3327, dove avrebbe chiesto di esser visitato quotidianamente da un particolare piccione femmina, una colomba di colore bianco, di cui esiste anche una fotografia. Egli avrebbe affermato che il volatile era molto prezioso per lui. L'aneddoto racconta che un giorno del 1922 il piccione si ammalò; Nikola tentò di soccorrerlo per rimetterlo in salute, ma esso morì tra le sue braccia. L'inventore aveva posizioni contrastanti verso la religione; pur ammirando apertamente cristianesimo e buddhismo, credeva infatti che dovesse esserci una spiegazione scientifica per ogni cosa. Ma quando quel piccione bianco morì, Tesla giurava di aver visto una luce molto chiara venir fuori dai suoi occhi, così luminosa che nemmeno lui sarebbe riuscito a crearne una di pari intensità. Questo episodio lo portò a dichiarare, negli ultimi anni di vita, secondo alcuni in uno stato mentale ormai alterato, che il candido uccello fosse in origine qualcosa di spirituale. Tesla dichiarò: «Amavo quel piccione come un uomo ama una donna e anche lei mi amava. Finché è stato con me, la mia vita aveva uno scopo». Molti biografi annotano che Tesla considerò la morte del piccione come il "colpo finale" per lui e per il suo lavoro, che considerò ormai come finito.

### Guerra
Lo scienziato credeva che la guerra non potesse essere evitata finché la causa del suo ritorno non fosse stata rimossa, ma si opponeva alle guerre, in generale. Egli cercava di ridurre le distanze, come nella comunicazione per una miglior comprensione, così nei trasporti e nella trasmissione dell'energia, come un modo per stringere amichevoli relazioni internazionali.

Egli predisse che:

### Istruzione
Tesla era un poliglotta. Accanto al serbo e al croato, conosceva altre sette lingue: il ceco, l'inglese, il francese, il tedesco, l'ungherese, l'italiano e il latino.

#### Lauree e diplomi universitari
Tesla studiò matematica, fisica e ingegneria alla Scuola Politecnica di Graz, in Austria, l'odierna Technische Universität Graz. Due fonti sostengono che egli ricevette la laurea magistrale dall'Università di Graz.
L'Ateneo nega di avergli conferito tale titolo e informa che egli non proseguì mai gli studi oltre il primo semestre del suo terzo anno, durante il quale Tesla smise di seguire le lezioni. Altri affermano che l'inventore fu espulso senza aver conseguito la laurea per il mancato pagamento delle tasse universitarie del primo semestre del primo anno da matricola. Secondo un suo compagno di stanza nel college, egli non ottenne alcun titolo universitario. Tesla fu persuaso più tardi dal padre a iscriversi all'Università Carolino-Ferdinandea di Praga, che egli frequentò per la sessione estiva del 1880. Dopo la morte del padre, si trasferì a Budapest nel gennaio del 1881, dove trovò un impiego come progettista e disegnatore all'Ufficio telegrafico centrale.
Doctor Honoris Causa
Per il suo lavoro Tesla ricevette numerose lauree honoris causa da molti Atenei, tra i quali: Columbia University, Technische Universität Graz, Università di Zagabria, Istituto Politecnico di Bucarest, Università di Belgrado, Università di Brno, Università di Grenoble, Università di Parigi, Università di Poitiers, Università Carolina di Praga, Università di Sofia, Technische Universität Wien, e Yale University.

#### Interessi culturali
Grande appassionato di letteratura fin da ragazzo, nella sua autobiografia cita in particolare il romanzo Abafi ("Il figlio di Aba") dell'ungherese Miklós Jósika come una delle letture più importanti della sua vita, e che avrebbe comportato una svolta nettissima nella sua esistenza, ispirandogli il suo celebre "autocontrollo".

## La rivendicazione contro Marconi
Nel 1943 una sentenza della Corte suprema degli Stati Uniti d'America attribuì a Tesla la paternità di alcuni brevetti precedentemente attribuiti a Guglielmo Marconi, tra cui la radio, successiva comunque al brevetto di Oliver Lodge che lo precedette. La sentenza della Corte Suprema statunitense comunque non è universalmente riconosciuta dai sostenitori di Marconi. Molto tempo prima (1911) l'High Court britannica nella persona di Mr. Justice Parker deliberò su un analogo procedimento la validità dei brevetti di Marconi. La sentenza della Corte Suprema statunitense è rimasta una sentenza discussa anche perché in quel periodo l'esercito statunitense era in causa con la società Marconi per l'utilizzo di brevetti sulla radio che non intendeva pagare, e la comodissima sentenza permise al governo di non pagarli.
In realtà il governo USA pagò la somma di 42 000 dollari alla società di Marconi per un brevetto di Oliver Lodge che la suddetta società aveva comprato da quest'ultimo.
In realtà nessuno prima di Tesla aveva effettuato esperimenti di trasmissioni radio come le intendiamo oggi, cioè con un circuito risonante.

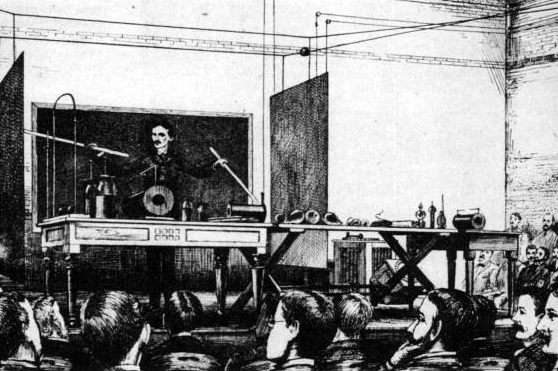
Disegno degli esperimenti di Tesla

Tesla incominciò a tenere le prime conferenze pubbliche sulla trasmissione di energia tramite onde radio nel 1891 e nel 1893 pubblicò il primo progetto per trasmettere segnali e anche energia elettrica tramite onde radio. I progetti di Tesla si concentravano sulla trasmissione di onde elettromagnetiche continue (CW) per ottenere trasmissioni di segnali e anche di energia. Quelli successivi di Marconi si basavano sulla trasmissione di segnali Morse tramite onde smorzate (DW) e quindi producevano segnali con interferenze e difficili da sintonizzare. Sono progetti differenti che "si suppone non possono essere opera di semplice copia".
Va tuttavia fatto notare che la generazione di oscillazioni elettromagnetiche continue, non smorzate quindi, non fu possibile prima dell'invenzione delle valvole termoioniche e in particolare del triodo (1916), quindi un eventuale progetto di Tesla non avrebbe mai potuto funzionare nel 1893.
Nel 1893, a St. Louis, Missouri, Tesla diede una pubblica dimostrazione della comunicazione senza fili. L'apparato che Tesla usò conteneva tutti gli elementi che erano incorporati nei sistemi radio prima dello sviluppo della “valvola termoionica”.

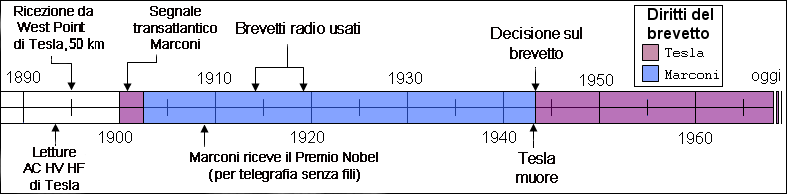
I diritti del brevetto negli anni secondo il governo statunitense

## Riconoscimenti e omaggi

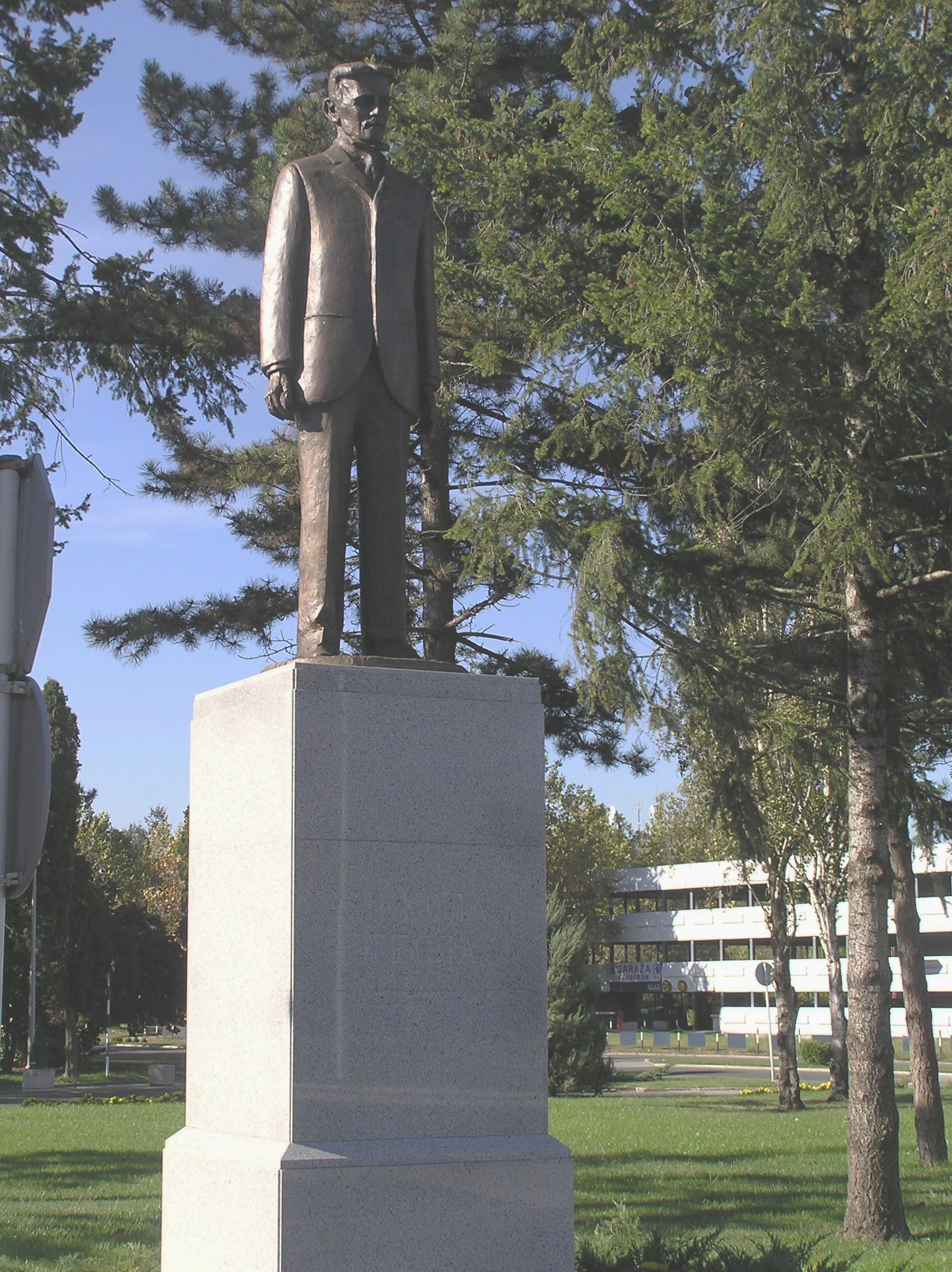
Monumento a Nikola Tesla all'aeroporto "Nikola Tesla" di Belgrado

Tesla è particolarmente omaggiato in Serbia e Croazia, così come nella Repubblica Ceca e in Romania. È stato insignito del massimo ordine del Leone Bianco in Cecoslovacchia.
Per i suoi meriti scientifici fu dato il suo nome all'unità di misura dell'induzione magnetica, il tesla (simbolo T).
Nel 1912 venne candidato al premio Nobel per la fisica. Egli lo rifiutò, offeso per non averlo ricevuto nel 1909 al posto di Guglielmo Marconi. Nel 1915 un articolo del The New York Times annunciò erroneamente che Tesla e Edison avrebbero condiviso il premio Nobel per la fisica. Tuttavia nessuno dei due lo ricevette.
Il 18 maggio 1917 gli fu conferita la Edison Medal, che egli accettò.
Il 10 luglio, giorno in cui Tesla nacque, è stato proclamato dallo Stato di New York Nikola Tesla Day.
- Società scientifiche
Come ricompensa per i suoi successi nello sviluppo dell'elettricità e della radio, Nikola Tesla ricevette numerosi premi e riconoscimenti. Venne selezionato come membro del IEEE (al tempo la AIEE) e premiato con il suo traguardo più prestigioso, la Edison Medal. Egli venne pure nominato come componente dell'Associazione Americana per lo Sviluppo della Scienza, e accettò gli inviti per entrare a far parte dell'American Philosophical Society e dell'Accademia Serba delle Arti e delle Scienze. Grazie alle sue ricerche in elettroterapia e la sua invenzione degli oscillatori ad alta frequenza, diventò un membro dell'Associazione Americana per l'Elettroterapia.
- Sistema Internazionale (SI)
L'unità di misura derivata del Sistema Internazionale per l'induzione elettromagnetica, il tesla, prese questo nome in suo onore (alla Conférence Générale des Poids et Mesures di Parigi del 1960).
- IEEE Nikola Tesla Award
Nel 1975 l'Istituto degli Ingegneri Elettrici ed Elettronici creò un premio intitolato a Nikola Tesla, il Nikola Tesla Award, grazie a un accordo tra la IEEE Power Engineering Society e il IEEE Board of Directors. Questo viene assegnato a quelle persone o team che hanno dato enormi contributi scientifici per la generazione o l'utilizzo dell'energia elettrica. Il Tesla Award è considerato il riconoscimento più prestigioso nel campo dell'elettrotecnica[116].
- Monete e banconote
  - Nikola Tesla è stato ritratto sulle banconote da 50 000 dinari (1963), da 500 dinari (1970), da 10 miliardi di dinari (1993), da 100 dinari (1994) e da 5 nuovi dinari (1994) dello scomparso Stato della Jugoslavia.
  - La corrente banconota da 100 dinari serbi, stampata dalla Banca Nazionale di Serbia riporta un'immagine di un Tesla giovane sul rovescio. Sul lato opposto c'è una parte di disegno di un motore a induzione, tratto dai documenti del suo brevetto, e una fotografia di Tesla con in mano un tubo pieno di gas che emette luce a causa dell'induzione elettrica.
  - Una raffigurazione di Nikola Tesla è stata scelta come faccia nazionale per le monete in euro croate da 10, 20 e 50 centesimi.

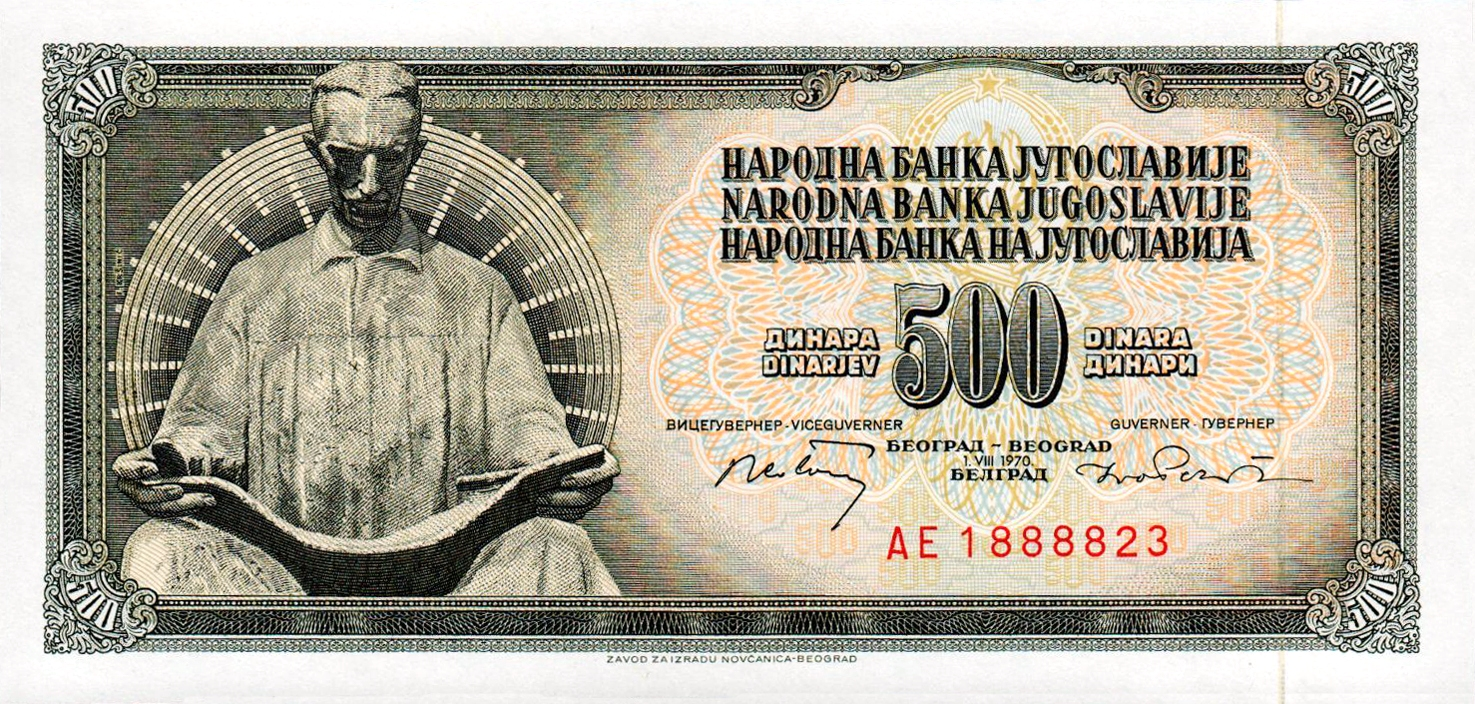
Banconota jugoslava da 500 dinari del 1970
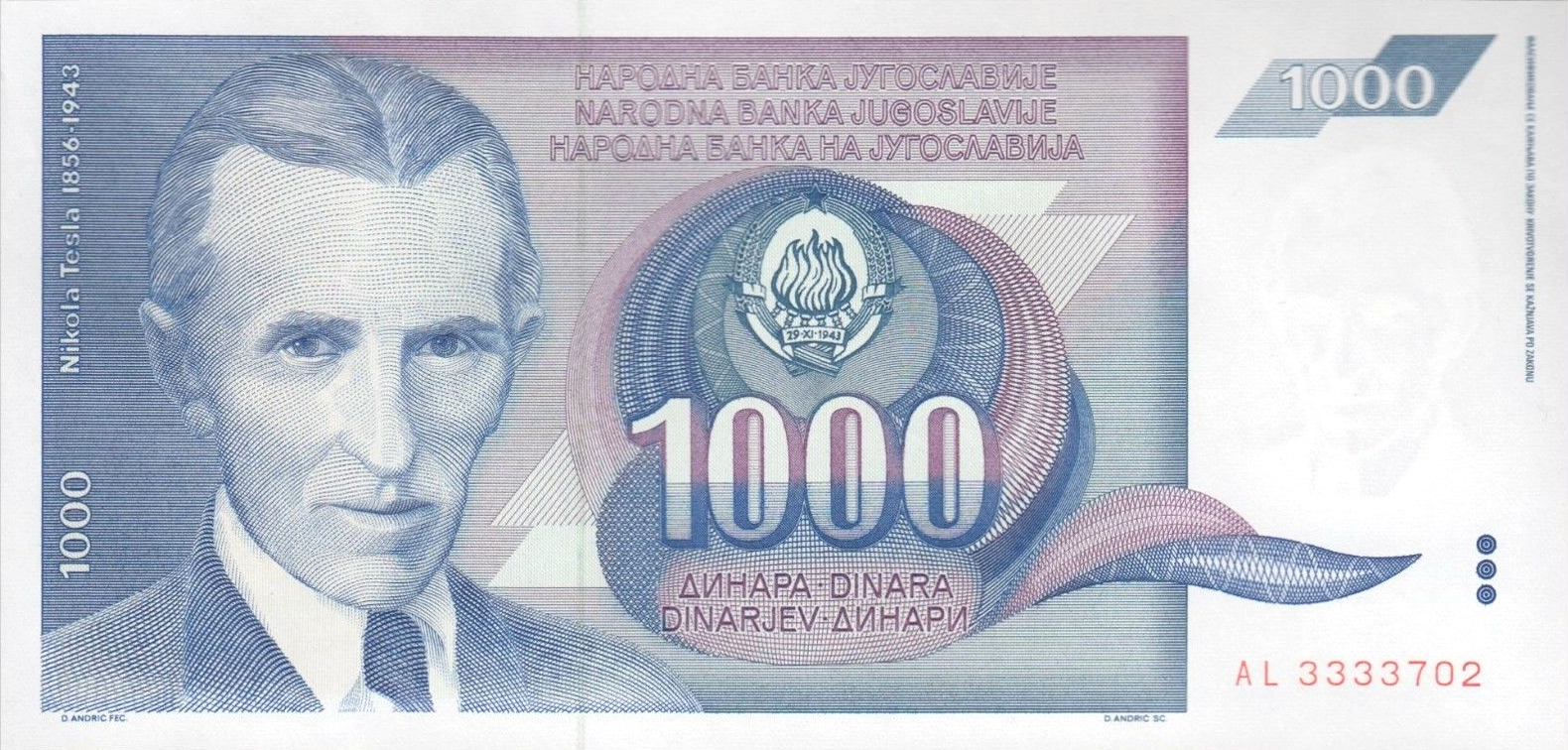
Banconota jugoslava da 1000 dinari del 1991
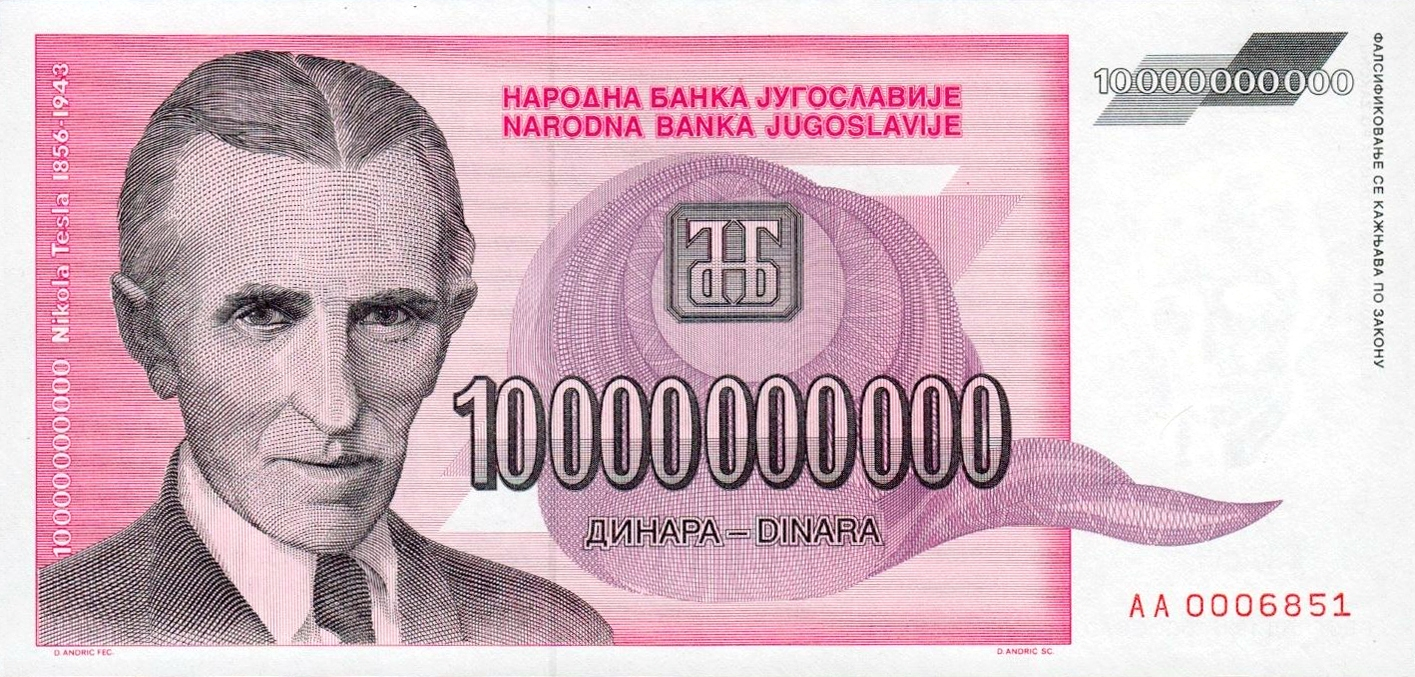
Banconota jugoslava da 10 miliardi di dinari del 1993
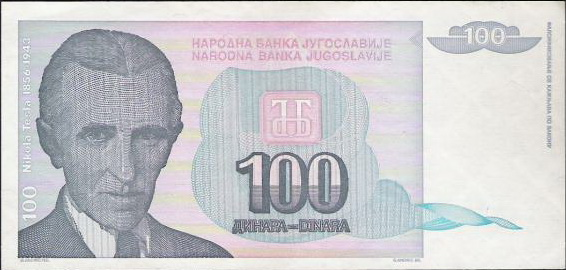
Banconota da 100 dinari del 1994
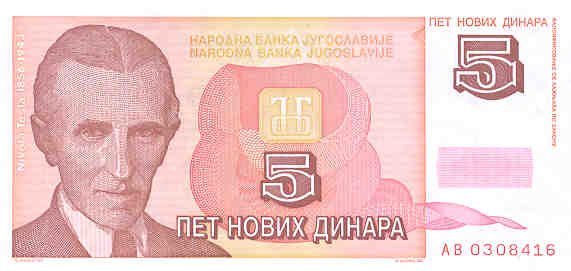
Banconota da 5 nuovi dinari jugoslavi del 1994
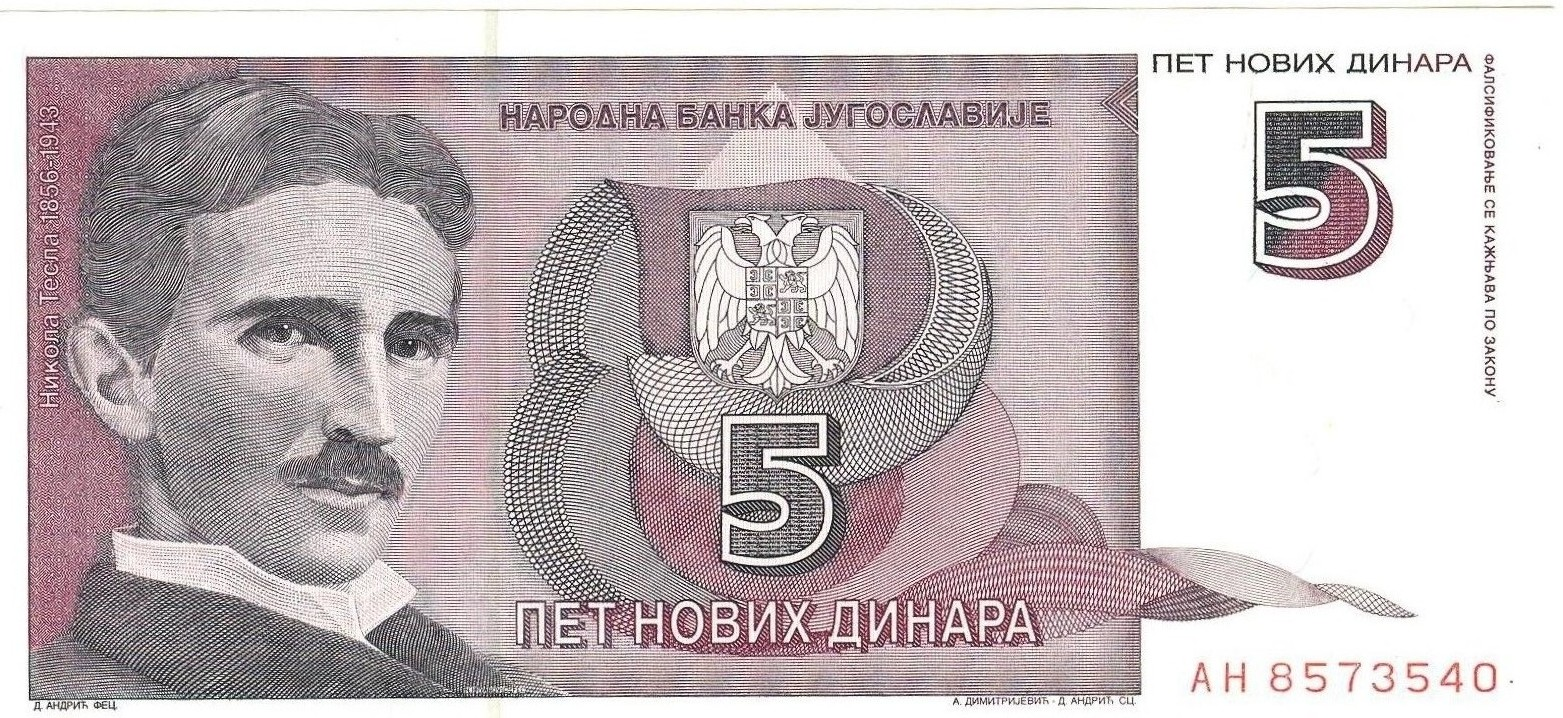
Seconda versione della banconota da 5 nuovi dinari del 1994
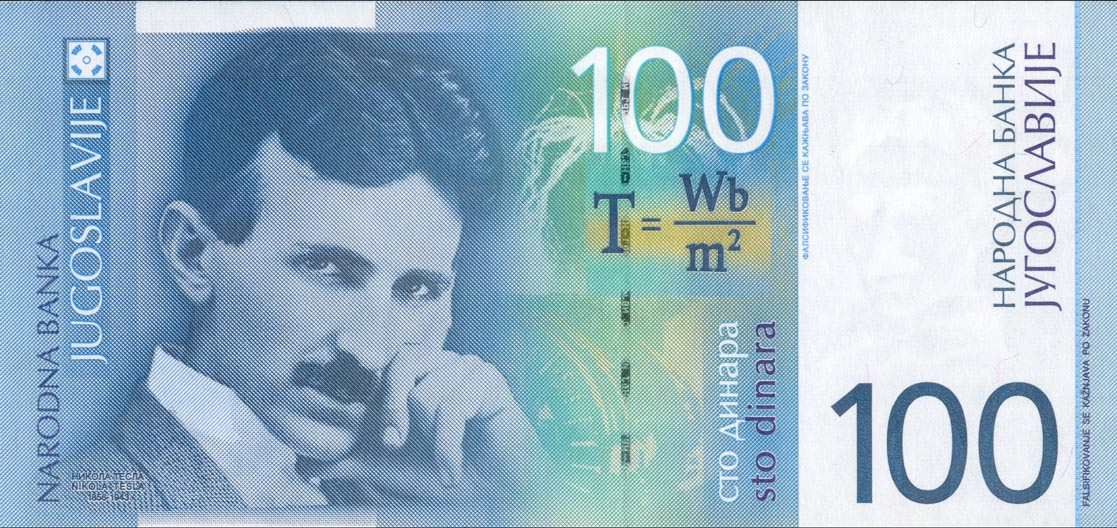
Banconota serba da 100 dinari
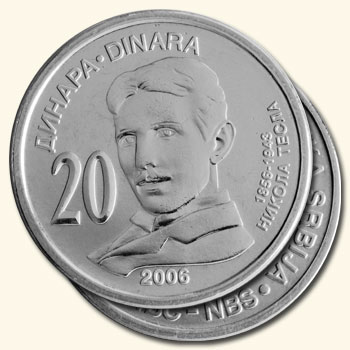
Moneta serba da 20 dinari
Moneta croata da 50 centesimi di euro

- Il Museo Nikola Tesla (in serbo: Музеј Николе Тесле?, traslitterato in Muzej Nikole Tesle) è un'istituzione culturale ubicata a Belgrado, in Serbia, e dedicata alla vita ed all'opera del fisico serbo Nikola Tesla (1856-1943). Il museo è ospitato in una palazzina situata nel centro storico di Belgrado costruita nel 1929 su progetto dell'architetto Dragiša Brašovan.
- Aeroporto di Belgrado
Il 10 luglio del 2006, in onore del 150º compleanno dell'inventore, il più grande aeroscalo della Serbia, quello di Belgrado, venne ribattezzato Аеродром Београд "Никола Тесла" o Aerodrom Beograd "Nikola Tesla".
- Oggetti cosmici
Il cratere Tesla sul lato opposto della luna e l'asteroide 2244 Tesla vennero chiamati così in onore del grande scienziato.
- Centrali elettriche
Due delle centrali termoelettriche a carbon fossile gestite dall'Electric Power Industry of Serbia, la TPP Nikola Tesla A e la TPP Nikola Tesla B, presero il nome di Nikola Tesla[117].
- Commercio
La filiale croata della Ericsson si chiama Ericsson Nikola Tesla d.d. (Nikola Tesla era il nome di una compagnia che produceva apparecchi telefonici a Zagabria, prima che la Ericsson la acquisisse negli anni novanta), in onore del lavoro pionieristico di Tesla nelle comunicazioni senza fili.
- Treni
La Silverlink Metro di Londra ha un treno che porta il nome di Tesla; come il resto del parco macchine, è un convoglio a propulsione elettrica che può venire alimentato sia dalle linee a terra sia da quelle sospese, entro lo stesso percorso, sulla North London Line.
- Auto
La Tesla Motors sostiene che "L'omonimo del nostro Tesla Roadster è il genio di Nikola Tesla" [...] Siamo sicuri che, se fosse vivo oggi, Nikola Tesla ispezionerebbe la nostra auto e muoverebbe la sua testa in segno di comprensione e approvazione"[118].
- Musica
Il gruppo musicale americano Tesla deriva il proprio nome da quello dell'inventore, e anche i titoli dei primi quattro album (Mechanical Resonance, The Great Radio Controversy, Psychotic Supper e Bust a Nut) rimandano alla vita dello scienziato.
  - La cantante islandese Björk ha utilizzato la bobina di Tesla come strumento musicale per creare la canzone Thunderbolt, contenuta nel suo album "Biophilia".
- Intitolazioni italiane
Torino gli ha intitolato un giardino nel marzo 2017[119].
- Silicon Valley
A Palo Alto nel 2013 è stata eretta una statua di bronzo a Tesla, che fornisce un segnale Wi-Fi gratuito e che contiene una capsula del tempo destinata all'apertura il 7 gennaio 2043, nel centenario della sua morte.[120]

## Opere
- Nikola Tesla, Experiments with Alternating Currents of High Potential and High Frequency, (new edit.) 1904.
- My Inventions: The Autobiography of Nikola Tesla è una raccolta di articoli contenente particolari sul lavoro e la vita dello scienziato, che Tesla aveva scritto per la rivista Electrical Experimenter nel 1919, epoca in cui l'autore aveva 63 anni. Successivamente, questa autobiografia di Tesla è stata editata da Ben Johnston e pubblicata nuovamente nel 1982.

## Documentari e film biografici
- Nikola Tesla, serie televisiva jugoslava del 1977 (10 episodi di 60 minuti), nel quale Tesla è stato interpretato da Rade Šerbedžija.
- Il segreto di Nikola Tesla (Tajna Nikole Tesle) del 1980, diretto da Krsto Papić, prodotto dalla Zagreb Film per la Repubblica federale socialista di Jugoslavia e prodotto e distribuito in Italia da Macrovideo, nel quale Orson Welles ha interpretato la parte del magnate J.P. Morgan; con Petar Božović nel ruolo di Tesla.
- Tesla: Master of Lightning (1999) è un documentario tratto dall'omonimo libro di Margaret Cheney.
- I segreti perduti di Nikola Tesla documentario sulla vita e sulle invenzioni nascoste.
- Tesla e il raggio della morte, Discovery Channel, 2018.
- Tesla X-Files, History, 2018.
- Misteri dal sottosuolo: episodio 2x3, L'ultimo segreto di Tesla, Discovery Science, 2018.
- Nikola Tesla l'uomo dal futuro (Nikola Tesla the man from the future) del 2020, scritto e diretto da Alessandro Parrello, prodotto dalla WEST 46TH FILMS e distribuito in Italia dal 16 maggio 2022 su Rai Play, nel quale Ross McCall ha interpretato l'inventore George Westinghouse e lo stesso Alessandro Parrello il ruolo di Nikola Tesla.
- Tesla, film biografico liberamente incentrato sulla vita dello scienziato, uscito nel 2020 e diretto da Michael Almereyda.

## Nella cultura di massa
Numerose opere di genere avventuroso/fantascientifico (ma non solo) fanno riferimento al personaggio dello scienziato o a ipotetiche o immaginarie sue invenzioni. Di seguito sono riportate le opere in cui Tesla ha un ruolo primario.

### Narrativa
- L'inventore è protagonista già nel 1901 del romanzo To Mars With Tesla; or, the Mystery of the Hidden World, una edisonata scritta da J. Weldon Cobb. Nel romanzo è assistito dal "Giovane Edison" (Young Edison), un immaginario nipote del collega (nella realtà acerrimo rivale di Tesla), nel tentativo di comunicare col pianeta Marte.[121] La storia trae ispirazione dalle effettive idee di Tesla sulla possibilità di comunicare tra pianeti diversi.
- Tesla fa la sua apparizione come personaggio in numerose storie di fantascienza di Spider Robinson nella serie Callahan's Crosstime Saloon (pubblicata su Analog Science Fiction and Fact) ambientata in un singolare bar popolato di viaggiatori del tempo e alieni; l'inventore viene recuperato dal suo letto di morte nel 1943, ringiovanito e assoldato dagli avventori del bar di Callahan nelle loro avventure alla salvezza dell'universo.
- Wonder of the World[122] è un romanzo ucronico del 2005 di Sesh Heri in cui Tesla è il protagonista: assieme a Mark Twain e Harry Houdini lo scienziato è coinvolto da agenti provenienti da Marte nella ricerca di un cristallo rubato sul pianeta rosso.
- Nel romanzo The Tesla Legacy (2006) di Robert G. Barrett, l'inventore è uno dei personaggi principali e apparentemente costruisce un ordigno dell'apocalisse nascosto nella Hunter Valley nel Nuovo Galles del Sud che può distruggere l'Australia se non il pianeta stesso.
- Nel romanzo Miraggio (2013), scritto a quattro mani da Clive Cussler e Jack Du Brul, al centro della vicenda ci sono due navi in cui gli autori immaginano essersi svolti parte degli esperimenti di Tesla sull'elettromagnetismo[123].

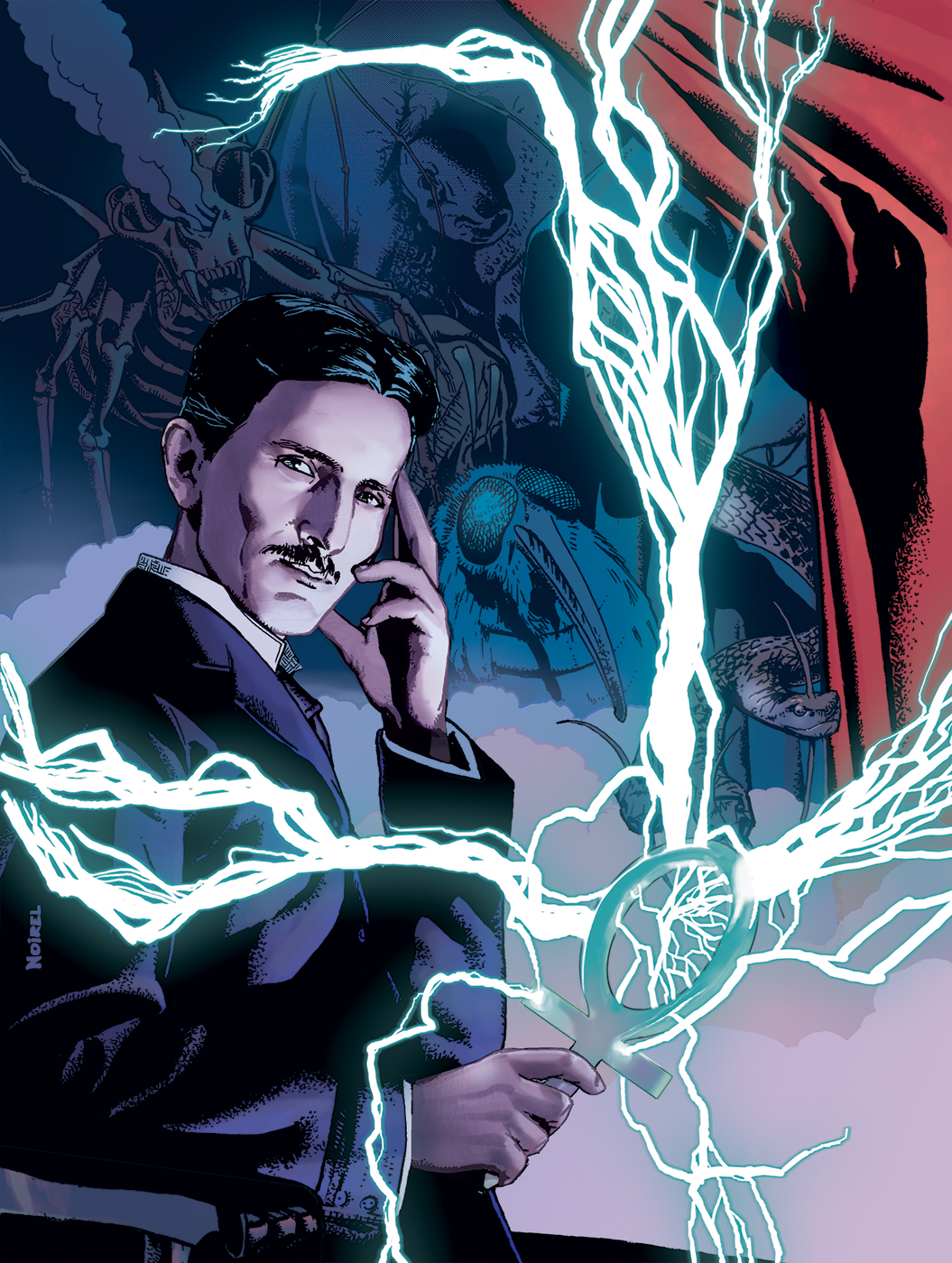
Julien Noriel, Ritratto di Nyarlathotep con le fattezze di Tesla

- Alcuni critici sostengono che Nyarlathotep, uno degli Dei Esterni e antagonisti del ciclo di Cthulhu di Howard Phillips Lovecraft, potrebbe essere ispirato a Tesla[124]. In una lettera del 1921 indirizzata a Reinhardt Kleiner, Lovecraft racconta di un suo incubo descrivendolo come "il più realistico e orribile che io abbia fatto dall'età di dieci anni"; quel terribile sogno servì come base per la stesura del racconto intitolato Nyarlathotep. Nell'incubo, Lovecraft riceve una lettera dall'amico Samuel Loveman che gli suggerisce di andare a vedere lo spettacolo itinerante del mago Nyarlathotep, qualora capitasse dalle parti di Providence. Le esibizioni del mago Nyarlathotep consistono in straordinari esperimenti con apparecchiature elettriche, e non appena Lovecraft ha finito di leggere la lettera, ricorda che il mago è da poco giunto in città e non riesce a resistere alla tentazione di andare ad assistere a un suo spettacolo. Will Murray suggerisce che questa immagine onirica di Nyarlathotep potrebbe essere stata ispirata dalle dimostrazioni di Tesla, il quale durante le sue conferenze effettuava frequenti esperimenti con apparecchiature elettriche.[124]

### Cinema e televisione
- Superman (1941), il primo cortometraggio animato dell'omonimo personaggio di Max Fleischer, vede il supereroe lottare contro un cattivo chiamato Mad Scientist ("scienziato pazzo"), una scoperta parodia del vero scienziato;[125][126] il cortometraggio, entrato nel pubblico dominio,[127] è stato redistribuito in VHS nel 1999 col titolo Superman vs. Tesla - Nikola Tesla Conquers the World.[128][129]
- The American Side di Jenna Ricker (2016), un film noir con Greg Strurh e Camilla Belle, ruota attorno alle teorie e i progetti nascosti di Nikola Tesla.[130]
- Nel film Edison - L'uomo che illuminò il mondo (2017) Nikola Tesla è uno dei tre protagonisti, assieme a Thomas Alva Edison e George Westinghouse. Sebbene Tesla venga spesso messo in ombra dai due imprenditori, nel corso del film egli dimostra competenze superiori nel campo dell'elettrotecnica.
- Il film Il segreto di Nikola Tesla (Tajna Nikole Tesle, 1980) di Krsto Papić racconta brevemente la vita e le invenzioni dello scienziato.
- Crash Point Zero (USA, 2000) di Jim Wynorski, in cui i protagonisti scoprono in Siberia un leggendario raggio della morte inventato da Nikola Tesla, cercando di fare ritorno in America per consegnarlo alla CIA.
- Nel film The Prestige (2006) diretto da Christopher Nolan, il co-protagonista Robert Angier (interpretato da Hugh Jackman) esplora i possibili utilizzi delle invenzioni di Tesla per rendere più spettacolari i suoi trucchi di magia. Tratto dall'omonimo romanzo di Christopher Priest del 1995, in questo film Tesla è interpretato da David Bowie.
- Nella serie televisiva fantascientifica Warehouse 13 (2009-2014) viene più volte richiamato il nome di Tesla come costruttore del Magazzino 13[131] e della pistola Tesla[132] (chiamata generalmente "la tesla") in dotazione ai due agenti Pete e Myka.
- Secondo una leggenda che ha dato adito a numerose teorie del complotto, il 28 ottobre del 1943 (quindi dopo la sua morte) Tesla avrebbe partecipato insieme ad Albert Einstein al cosiddetto "esperimento di Filadelfia"[133] durante il quale il cacciatorpediniere americano USS Eldridge (DE-173) scomparve in mare con tutto l'equipaggio, nei pressi del molo di Filadelfia, ricomparendo dopo pochi minuti a Norfolk, Virginia, per poi ricomparire di nuovo presso lo stesso molo di Filadelfia. Dal fantomatico esperimento sono stati tratti tre film di fantascienza: The Philadelphia Experiment (1984), il seguito Philadelphia Experiment 2 (1993) e il film per la TV The Philadelphia Experiment (2012).
- Tesla è uno dei personaggi principali della serie televisiva Sanctuary (2007-2011).
- Nell'episodio Una donna vera (2007) della serie Dr. House - Medical Division in una scena è citato l'inventore serbo: alle spalle del protagonista è presente una lavagna con sopra la scritta "Tesla was robbed!" ("Tesla è stato derubato!"), riferimento probabile ai meriti scientifici non riconosciuti al suo tempo.
- Nel film Tomorrowland - Il mondo di domani (2015) Tesla viene citato come membro della società Plus Ultra assieme a Thomas Edison, Jules Verne e Gustave Eiffel, con i quali realizzò il mondo parallelo oggetto della storia e il razzo avveniristico nascosto nella Torre Eiffel che permette di accedervi.
- Nella serie televisiva canadese I misteri di Murdoch (Murdoch Mysteries) il primo episodio (andato in onda per la prima volta il 24 gennaio 2008) della prima stagione è interamente dedicato alla figura di Nikola Tesla e alla sua polemica con Thomas Edison, qui focalizzata nell'appalto per l'illuminazione pubblica di Toronto per il quale sono in lizza la corrente alternata e quella continua. Tesla aiuta il detective Murdoch a risolvere un caso di omicidio tramite "elettrocuzione" e, nello sviluppo della trama, si vede il laboratorio di Tesla (ricostruito come quello di Colorado Springs) e i disegni del suo sistema di generazione. Inoltre Tesla fa uso di un sistema di trasmissione della voce tramite onde e lascia intendere che in futuro si possano trasmettere immagini definendo il fenomeno come "tele-visione". Nikola Tesla compare anche nel tredicesimo episodio della terza stagione della medesima serie, quando una morte misteriosa viene spiegata con l'effetto di radiazioni a microonde.
- Nella serie televisiva The Librarians (2014), Tesla è citato nell'episodio della prima stagione dal titolo And the City of Light. Nell'episodio è narrato che lo scienziato aveva realizzato nel 1915 in una cittadina dello Stato di New York una griglia wireless sperimentale, che però ha intrappolato tutti gli abitanti in una dimensione alternativa, da cui possono influenzare il nostro mondo soltanto prendendo temporaneamente il controllo dei corpi altrui. Tesla aveva cercato di invertire il processo mediante un immenso condensatore che tuttavia aveva bisogno di cento anni per caricarsi completamente.
- La serie animata Occultic;Nine si basa principalmente su alcune teorie di Tesla, il quale svolge anche un ruolo importante nella storia.
- L'episodio Nikola Tesla's Night of Terror (2020) della nuova serie di Doctor Who si rifà alla vita di Tesla e ai dissapori con Thomas Edison.

### Videogiochi
- Nella serie di Ratchet & Clank, in Ratchet & Clank (2002), e Ratchet & Clank: Fuoco a volontà (2003), gli sviluppatori hanno dedicato a Nikola Tesla un'arma: L'Artiglio di Tesla ("Tesla Claw" in originale). Essa fu l'apice delle armi prodotte dalle industrie Gadgetron, nel periodo in cui fu introdotta nel mercato. L'arma si presenta come un guanto con due artigli, spara un attacco continuo sotto forma di elettricità (come nei famosi esperimenti con le bobine di Tesla) che colpisce il nemico più vicino in vista al giocatore (quindi non colpisce i nemici alle spalle).
- Nella serie di Fallout e in particolare Fallout 3, è uno degli scienziati più influenti della serie. Dopo la sua morte il governo americano perquisì la sua dimora e sequestrò tutti i suoi lavori e progetti. Da alcuni suoi progetti, in Fallout, sono state sviluppate: un'armatura che prende il suo nome, costruita per uso militare dagli Stati Uniti d'America. L'armatura Tesla si presenta in metallo e fornisce una protezione superiore contro gli attacchi a energia, grazie alle tre bobine di attrazione Tesla, che disperde una grande percentuale di danni d'attacco di energia diretta. Contro le armi convenzionali agisce come un'armatura di metallo normale. Dopo la Grande Guerra, l'Enclave ricostruì le armature Tesla. Un cannone, anch'esso prende il suo nome. Questo cannone è un'arma a energia diretta e portatile. Quando viene utilizzato, il cannone genera un'esplosione che danneggia il bersaglio all'istante. Continuerà a ridurre gradualmente la salute del nemico a causa della sua capacità di elettrificare l'obiettivo e l'ambiente circostante. Infine ci sono i libri, sui quali è possibile avere dei punti esperienza permanenti sulla categoria delle armi a energia diretta, come il già citato cannone Tesla.
- Nel videogioco del 2015 The Order: 1886 Nikola Tesla viene rappresentato come un inventore al servizio dell'"Ordine", creando armi e altre invenzioni per combattere persone e mostri.
- Nel videogioco del 2018 Tesla vs Lovecraft, lo scienziato deve affrontare i mostri di Cthulhu, citando probabilmente la stessa ispirazione che si attribuiva di Lovecraft a Tesla per la creazione di alcuni suoi romanzi.
- Nel franchise Assassin's creed, Tesla è un alleato degli Assassini (La Confraternità degli Assassini), gruppo organizzato di persone il cui scopo è preservare il libero arbitrio, conducendo una guerra millenaria contro l'Ordine dei Templari.
- Nel videogioco Clash of Clans, uno degli edifici difensivi che è possibile posizionare all'interno del villaggio del giocatore prende il nome di Tesla Occulta: essa è dotata di una particolare abilità, essendo invisibile al nemico che attacca e spuntando fuori solamente quando le truppe da lui schierate si avvicinano ad essa.

### Musica
- La canzone del gruppo britannico Orchestral Manoeuvres in the Dark (OMD) intitolata Tesla Girls cita Nikola Tesla come ideatore degli apparecchi elettrici usati dalla donne moderne.
- Il gruppo heavy metal statunitense Tesla prendono il proprio nome, oltre ad alcuni titoli dei loro brani, direttamente dal cognome dell'inventore[134].

### Fumetti
- Tesla è uno dei protagonisti di The Five Fists of Science (2006), un graphic novel steampunk di Matt Fraction e Steven Sanders in cui lo scienziato e l'amico Mark Twain sono affiancati per la causa della pace mondiale.
- Il fumettista giapponese Hirohiko Araki dedica un manga biografico a Tesla, in cui sono messi in risalto i suoi successi, le sue manie, le sue invenzioni fino alle sue difficoltà. Raccolto anche in italiano nel volume Vite bizzarre di gente eccentrica.
- Viene citato spesso nella serie dedicata ad Atomic Robo, di cui nella finzione è il creatore.
- Nikola Tesla (BeccoGiallo, 2018) è una bio-graphic novel sulla vita dell'inventore scritta da Sergio Rossi e disegnata da Giovanni Scarduelli.
- Nel manga Record of Ragnarok di Fukui Takumi, Tesla è uno dei tredici combattenti dell'umanità che combatte nel torneo del Ragnarok.
- Tesla è apparso anche in alcune testate della Marvel in quanto appartenente allo Shield con l'alter ego di Macchina della Notte. Aveva adottato un figlio, Leonida, e ha un discendente in vita, l'industriale Kelvin Hang alias Feilong, un umano potenziato con la tecnologia.

### In italiano
- W. Bernard Carlson, L'inventore dei sogni, in Le Scienze, n. 441, maggio 2005.
- Robert Lomas, L'uomo che ha inventato il XX secolo, Newton & Compton, marzo 2000.

### In inglese
- (EN) Margaret Cheney e Robert Uth, Tesla, Master of Lightning, Barnes & Noble, 1999.
- Germano, Frank, Dr. Nikola Tesla. Frank. Germano.com.
- Lomas, Robert, The Man who Invented the Twentieth Century. Lecture to South Western Branch of Institute of Physics.
- Martin, Thomas Commerford, The Inventions, Researches, and Writings of Nikola Tesla, New York: The Electrical Engineer, 1894 (3rd Ed); reprinted by Barnes & Noble, 1995
- (EN) John J. O'Neill, Prodigal Genius: The Life of Nikola, 1944, ISBN 0-914732-33-1. (Tesla reportedly said of this biographer "You understand me better than any man alive"; also the version at uncletaz.com with other items at uncletaz's site)
- Penner, John R.H. The Strange Life of Nikola Tesla, corrupted version of My Inventions.
- Pratt, H., Nikola Tesla 1856–1943, Proceedings of the IRE, Vol. 44, September, 1956.
- Nikola Tesla. IEEE History Center, 2005.
- (EN) Marc Seifer, Wizard: The Life and Times of Nikola Tesla; Biography of a Genius, Secaucus, NJ, Carol Publishing Group, 1996.
- Weisstein, Eric W., Tesla, Nikola (1856–1943). Eric Weisstein's World of Science.
- Gazetteer of Planetary Nomenclature, Moon Nomenclature: Crater. USGS, Astrogeology Research Program.
- Dimitrijevic, Milan S., Belgrade Astronomical Observatory Historical Review. Publ. Astron. Obs. Belgrade,), 162–170. Also, Srpski asteroidi, Tesla Archiviato il 12 febbraio 2009 in Internet Archive.. Astronomski magazine.
- Hoover, John Edgar, et al., FOIA FBI files, 1943.
- Pratt, H., Nikola Tesla 1856–1943, Proceedings of the IRE, Vol. 44, September, 1956.
- (EN) W.C. Wysock, J.F. Corum, J.M. Hardesty and K.L. Corum, Who Was The Real Dr. Nikola Tesla? (A Look At His Professional Credentials) (PDF), in Antenna Measurement Techniques Association, 22-25 ottobre 2001,  pp. 1-6 (archiviato dall'url originale il 14 aprile 2003).
- Roguin, Ariel, Historical Note: Nikola Tesla: The man behind the magnetic field unit. J. Magn. Reson. Imaging 2004;19:369–374. 2004 Wiley-Liss, Inc.
- Sellon, J. L., The impact of Nikola Tesla on the cement industry. Behrent Eng. Co., Wheat Ridge, CO. Cement Industry Technical Conference. 1997. XXXIX Conference Record., 1997 IEEE/PC. Page (s) 125–133.
- Valentinuzzi, M.E., Nikola Tesla: why was he so much resisted and forgotten? Inst. de Bioingenieria, Univ. Nacional de Tucuman; Engineering in Medicine and Biology Magazine, IEEE. Jul/Aug 1998, 17:4, p 74–75.
- (EN) André Waser, Nikola Tesla's Radiations and the Cosmic Rays (PDF), 2000. URL consultato il 19 maggio 2014 (archiviato dall'url originale il 20 maggio 2014).
- Secor, H. Winfield, Tesla's views on Electricity and the War, Electrical Experimenter, Volume 5, Number 4, August, 1917.
- Florey, Glen, Tesla and the Military. Engineering 24, 5 dicembre 2000.
- Corum, K. L., J. F. Corum, Nikola Tesla, Lightning Observations, and Stationary Waves. 1994.
- Corum, K. L., J. F. Corum, and A. H. Aidinejad, Atmospheric Fields, Tesla's Receivers and Regenerative Detectors. 1994.
- Meyl, Konstantin, H. Weidner, E. Zentgraf, T. Senkel, T. Junker, and P. Winkels, Experiments to proof the evidence of scalar waves Tests with a Tesla reproduction. Institut für Gravitationsforschung (IGF), Am Heerbach 5, D-63857 Waldaschaff.
- Anderson, L. I., John Stone Stone on Nikola Tesla's Priority in Radio and Continuous Wave Radiofrequency Apparatus. The Antique Wireless Association Review, Vol. 1, 1986, pp. 18–41.
- Anderson, L. I., Priority in Invention of Radio, Tesla v. Marconi. Antique Wireless Association monograph, March 1980.
- Marincic, A., and D. Budimir, Tesla's contribution to radiowave propagation. Dept. of Electron. Eng., Belgrade Univ. (5th International Conference on Telecommunications in Modern Satellite, Cable and Broadcasting Service, 2001. TELSIKS 2001. pg., 327–331 vol.1)
- Page, R.M., The Early History of Radar, Proceedings of the IRE, Volume 50, Number 5, May, 1962, (special 50th Anniversary Issue).
- C Mackechnie Jarvis Nikola Tesla and the induction motor. 1970 Phys. Educ. 5 280–287.
- Giant Eye to See Round the World (DOC)
- Nichelson, Oliver, Nikola Tesla's Energy Generation Designs, Eyring, Inc., Provo, Utah.
- Nichelson, Oliver, The Thermodynamics of Tesla's Fuelless Electrical generator. American Fork, Utah. (American Chemical Society, 1993. 2722-5/93/0028-63)

### Articoli (prima del 1900)
- Selected Tesla Writings, scritto da Tesla e altri.
- Light Without Heat, The Manufacturer and Builder, January 1892, Vol. 24
- Biografia - Nikola Tesla, The Century Magazine, November 1893, Vol. 47
- Tesla's Oscillator and Other Inventions, The Century Magazine, November 1894, Vol. 49
- The New Telegraphy. Recent Experiments in Telegraphy wih Sparks, The Century Magazine, November 1897, Vol. 55

### Articoli (dopo il 1900)
- Nikola Tesla, Some Personal Recollections. Scientific American, 5 giugno, 1915.

### Libri
- Hunt, Samantha, L'Inventore della Luce - tradotto da Simona Sollai - Padova - 2010. La vita romanzata di Nikola Tesla. ISBN 978-88-7520-158-6
- Massimo Teodorani, Tesla, Lampo di genio. La storia e le scoperte del più geniale inventore del XX secolo. Macro Edizioni - ottobre 2005
- Edoardo Segato, Tesla, Lo Scienziato Contro. Hoepli - 2015, ISBN 978-8820367893
- Leland Anderson, Dr. Nikola Tesla (1856–1943), 2d enl. ed., Minneapolis, Tesla Society. 1956
- (EN) Margaret Cheney, Tesla: Man Out of Time, 1979, ISBN 0-7432-1536-2. Edizione italiana:  Margaret Cheney, Tesla. Un uomo fuori dal tempo, traduzione di Laura Intrito e altri, Liberilibri di AMA srl, 2004, ISBN 978-88-85140-86-8.
- Childress, David H., The Fantastic inventions of Nikola Tesla, 1993
- Glenn, Jim, The Complete Patents of Nikola Tesla, 1994
- Jonnes, Jill Empires of Light: Edison, Tesla, Westinghouse, and the Race to Electrify the World. New York: Random House, 2003
- Martin, Thomas C., The Inventions, Researches, and Writings of Nikola Tesla, 1894
- John H. O'Neill, Prodigal Genius, 1944
- Tesla, Nikola, Colorado Springs Notes, 1899–1900"
- Tesla, Nikola, My Inventions. Parts I through V published in the Electrical Experimenter monthly magazine from February through June, 1919. Parte VI pubblicata nell'ottobre 1919. Reprint edition with introductory notes by Ben Johnson, New York: Barnes and Noble, 1982; also online at My Inventions Archiviato il 2 febbraio 2016 in Internet Archive., 1919
- Tesla, Nikola, Le mie invenzioni, autobiografia di un genio. La mala parte. Traduzione di Antonio Tozzi
- (EN) Thomas Valone, Harnessing the Wheelwork of Nature: Tesla's Science of Energy, Adventures Unlimited Press, 2002, ISBN 978-1-931882-04-0.

### Pubblicazioni
- Michele T. Mazzucato, Tesla, in Atti Fondazione G. Ronchi, n. 4, luglio/agosto 2015,  pp. 367-380.
- (EN) W. Bernard Carlson, Inventor of dreams, in Scientific American, vol. 292, n. 3, marzo 2005,  pp. 78(7).
- (EN) Stella L. Jatras, The genius of Nikola Tesla, in The New American, vol. 19, n. 15, 28 luglio 2003,  p. 9(1).
- (EN) James P. Rybak, Nikola Tesla: Scientific Savant, in Popular Electronics, vol. 16, n. 11, novembre 1999. 1042170X.
- (EN) B. Lawren, Rediscovering Tesla, in Omni, vol. 10, n. 6, marzo 1988.